# Olympische Sommerspiele 2020/Teilnehmer (Vereinigte Staaten)
| Gelbes Symbol für Goldmedaillen mit stilisierten Olympischen Ringen | Graues Symbol für Silbermedaillen mit stilisierten Olympischen Ringen | Braundes Symbol für Bronzemedaillen mit stilisierten Olympischen Ringen |
| ------------------------------------------------------------------- | --------------------------------------------------------------------- | ----------------------------------------------------------------------- |
| 39                                                                  | 41                                                                    | 33                                                                      |

Die Vereinigten Staaten nahmen an den Olympischen Spielen 2020 in Tokio mit 622 Sportlern in 36 Sportarten teil. Es war die insgesamt 28. Teilnahme an Olympischen Sommerspielen.

## Teilnehmer nach Sportarten

### Badminton
| Athleten               | Wettbewerb | Gruppenphase           | Gruppenphase       | Gruppenphase | Gruppenphase | Achtelfinale  | Achtelfinale    | Viertelfinale | Viertelfinale | Halbfinale    | Halbfinale    | Finale        | Finale        | Rang          |
| Athleten               | Wettbewerb | Gegner                 | Ergebnis           | Punkte       | Rang         | Gegner        | Ergebnis        | Gegner        | Ergebnis      | Gegner        | Ergebnis      | Gegner        | Ergebnis      | Rang          |
| ---------------------- | ---------- | ---------------------- | ------------------ | ------------ | ------------ | ------------- | --------------- | ------------- | ------------- | ------------- | ------------- | ------------- | ------------- | ------------- |
| Frauen                 |            |                        |                    |              |              |               |                 |               |               |               |               |               |               |               |
| Zhang Beiwen           | Einzel     | M. Ulitina             | 2:0 (21:12, 21:7)  | 84:38        | 1            | He B.         | r (21:14, 7:9r) | ausgeschieden | ausgeschieden | ausgeschieden | ausgeschieden | ausgeschieden | ausgeschieden | ausgeschieden |
| Zhang Beiwen           | Einzel     | F. Silva               | 2:0 (21:9, 21:10)  | 84:38        | 1            | He B.         | r (21:14, 7:9r) | ausgeschieden | ausgeschieden | ausgeschieden | ausgeschieden | ausgeschieden | ausgeschieden | ausgeschieden |
| Männer                 |            |                        |                    |              |              |               |                 |               |               |               |               |               |               |               |
| Timothy Lam            | Einzel     | K. Momota              | 0:2 (12:21, 9:21)  | 46:84        | 3            | ausgeschieden | ausgeschieden   | ausgeschieden | ausgeschieden | ausgeschieden | ausgeschieden | ausgeschieden | ausgeschieden | ausgeschieden |
| Timothy Lam            | Einzel     | Heo K.-h.              | 0:2 (10:21, 15:21) | 46:84        | 3            | ausgeschieden | ausgeschieden   | ausgeschieden | ausgeschieden | ausgeschieden | ausgeschieden | ausgeschieden | ausgeschieden | ausgeschieden |
| Phillip Chew Ryan Chew | Doppel     | Li J. / Liu Y.         | 0:2 (9:21, 17:21)  | 66:126       | 4            | ausgeschieden | ausgeschieden   | ausgeschieden | ausgeschieden | ausgeschieden | ausgeschieden | ausgeschieden | ausgeschieden | ausgeschieden |
| Phillip Chew Ryan Chew | Doppel     | T. Kamura / K. Sonoda  | 0:2 (11:21, 3:21)  | 66:126       | 4            | ausgeschieden | ausgeschieden   | ausgeschieden | ausgeschieden | ausgeschieden | ausgeschieden | ausgeschieden | ausgeschieden | ausgeschieden |
| Phillip Chew Ryan Chew | Doppel     | M. Lamsfuß / M. Seidel | 0:2 (10:21, 16:21) | 66:126       | 4            | ausgeschieden | ausgeschieden   | ausgeschieden | ausgeschieden | ausgeschieden | ausgeschieden | ausgeschieden | ausgeschieden | ausgeschieden |

### Baseball
| Wettbewerb        | Männer |
| ----------------- | --- |
| Athleten          | Nick Allen Eduardo Alvarez Tyler Austin Anthony Carter Triston Casas Brandon Dickson Tim Federowicz Eric Filia Todd Frazier Mark Kolozsvary Jack López Scott McGough Jamie Westbrook Simeon Woods Richardson Bubba Starling Ryder Ryan David Robertson Anthony Gose Edwin Jackson Nicholas Martinez Patrick Kivlehan Scott Kazmir Shane Baz Joe Ryan |
| Trainer           | Jerry Weinstein |
| Gruppenphase      | Israel (8:1) Südkorea (4:2) |
| 1. Runde          | - |
| 2. Runde          | Japan (6:7 n. V.) |
| 2. Hoffnungsrunde | Dominikanische Republik (3:1) |
| Halbfinale        | Südkorea (7:2) |
| Finale            | Japan (0:2) |
| Platzierung       | Silber |

### Basketball

#### Basketball
| Wettbewerb    | Damen | Herren |
| ------------- | --- | --- |
| Athleten      | Ariel Atkins Sue Bird Tina Charles Napheesa Collier Skylar Diggins-Smith Sylvia Fowles Chelsea Gray Brittney Griner Jewell Loyd Breanna Stewart Diana Taurasi A’ja Wilson | Bam Adebayo Devin Booker Kevin Durant Jerami Grant Draymond Green Jrue Holiday Keldon Johnson Zach LaVine Damian Lillard JaVale McGee Khris Middleton Jayson Tatum |
| Trainer       | Dawn Staley | Gregg Popovich |
| Gruppenphase  | Nigeria (81–72) Japan (86–69) Frankreich (93–82) | Frankreich (76–83) Iran (120–66) Tschechien (119–84) |
| Viertelfinale | Australien (79–55) | Spanien (95–81) |
| Halbfinale    | Serbien (79–59) | Australien (97–78) |
| Finale        | Japan (90–75) | Frankreich (87–82) |
| Platzierung   | Gold | Gold |

#### 3×3 Basketball
| Wettbewerb    | Damen |
| ------------- | --- |
| Athleten      | Stefanie Dolson Allisha Gray Kelsey Plum Jackie Young                                                       |
| Gruppenphase  | Frankreich (17–10) Mongolei (21–9) Rumänien (22–11) ROC (20–16) Italien (17–13) China (21–19) Japan (18–20) |
| Viertelfinale | Freilos als Vorrundenbester                                                                                 |
| Halbfinale    | Frankreich (18–16)                                                                                          |
| Finale        | ROC (18–15)                                                                                                 |
| Platzierung   | Gold |

### Beachvolleyball
| Athleten                        | Gruppenphase           | Gruppenphase              | Gruppenphase | Gruppenphase | Achtelfinale      | Achtelfinale              | Viertelfinale   | Viertelfinale      | Halbfinale             | Halbfinale         | Finale                     | Finale             | Rang |
| Athleten                        | Gegner                 | Ergebnis                  | Punkte       | Rang         | Gegner            | Ergebnis                  | Gegner          | Ergebnis           | Gegner                 | Ergebnis           | Gegner                     | Ergebnis           | Rang |
| ------------------------------- | ---------------------- | ------------------------- | ------------ | ------------ | ----------------- | ------------------------- | --------------- | ------------------ | ---------------------- | ------------------ | -------------------------- | ------------------ | ---- |
| Frauen                          |                        |                           |              |              |                   |                           |                 |                    |                        |                    |                            |                    |      |
| Alexandra Klineman April Ross   | Xue / Wang             | 2:0 (21:17, 21:19)        | 6            | 1            | Lidy / Leila      | 2:0 (21:17, 21:15)        | Ludwig / Kozuch | 2:0 (21:19, 21:19) | Vergé-Dépré / Heidrich | 2:0 (21:12, 21:11) | Artacho del Solar / Clancy | 2:0 (21:15, 21:16) | Gold |
| Alexandra Klineman April Ross   | Baquerizo / Liliana    | 2:0 (21:13, 21:16)        | 6            | 1            | Lidy / Leila      | 2:0 (21:17, 21:15)        | Ludwig / Kozuch | 2:0 (21:19, 21:19) | Vergé-Dépré / Heidrich | 2:0 (21:12, 21:11) | Artacho del Solar / Clancy | 2:0 (21:15, 21:16) | Gold |
| Alexandra Klineman April Ross   | Keizer / Meppelink     | 2:1 (20:22, 21:17, 15:5)  | 6            | 1            | Lidy / Leila      | 2:0 (21:17, 21:15)        | Ludwig / Kozuch | 2:0 (21:19, 21:19) | Vergé-Dépré / Heidrich | 2:0 (21:12, 21:11) | Artacho del Solar / Clancy | 2:0 (21:15, 21:16) | Gold |
| Kelly Claes Sarah Sponcil       | Graudiņa / Kravčenoka  | 2:1 (21:13, 16:21, 15:11) | 6            | 1            | Bansley / Brandie | 1:2 (24:22, 18:21, 13:15) | ausgeschieden   | ausgeschieden      | ausgeschieden          | ausgeschieden      | ausgeschieden              | ausgeschieden      | 9    |
| Kelly Claes Sarah Sponcil       | Makokha / Khadambi     | 2:0 (21:8, 21:6)          | 6            | 1            | Bansley / Brandie | 1:2 (24:22, 18:21, 13:15) | ausgeschieden   | ausgeschieden      | ausgeschieden          | ausgeschieden      | ausgeschieden              | ausgeschieden      | 9    |
| Kelly Claes Sarah Sponcil       | Ana Patrícia / Rebecca | 2:1 (17:21, 21:19, 15:11) | 6            | 1            | Bansley / Brandie | 1:2 (24:22, 18:21, 13:15) | ausgeschieden   | ausgeschieden      | ausgeschieden          | ausgeschieden      | ausgeschieden              | ausgeschieden      | 9    |
| Männer                          |                        |                           |              |              |                   |                           |                 |                    |                        |                    |                            |                    |      |
| Jacob Gibb Tri Bourne           | Carambula / Rossi      | 2:0 (21:18, 21:19)        | 5            | 2            | Thole / Wickler   | 1:2 (21:17, 15:21, 11:15) | ausgeschieden   | ausgeschieden      | ausgeschieden          | ausgeschieden      | ausgeschieden              | ausgeschieden      | 9    |
| Jacob Gibb Tri Bourne           | Heidrich / Gerson      | 2:0 (21:19, 23:21)        | 5            | 2            | Thole / Wickler   | 1:2 (21:17, 15:21, 11:15) | ausgeschieden   | ausgeschieden      | ausgeschieden          | ausgeschieden      | ausgeschieden              | ausgeschieden      | 9    |
| Jacob Gibb Tri Bourne           | Ahmed / Cherif         | 0:2 (18:21, 17:21)        | 5            | 2            | Thole / Wickler   | 1:2 (21:17, 15:21, 11:15) | ausgeschieden   | ausgeschieden      | ausgeschieden          | ausgeschieden      | ausgeschieden              | ausgeschieden      | 9    |
| Nicholas Lucena Phil Dalhausser | Brouwer / Meeuwsen     | 0:2 (17:21, 18:21)        | 5            | 3            | Ahmed / Cherif    | 1:2 (21:14, 19:21, 11:15) | ausgeschieden   | ausgeschieden      | ausgeschieden          | ausgeschieden      | ausgeschieden              | ausgeschieden      | 9    |
| Nicholas Lucena Phil Dalhausser | Alison / Álvaro Filho  | 2:1 (24:22, 19:21, 15:13) | 5            | 3            | Ahmed / Cherif    | 1:2 (21:14, 19:21, 11:15) | ausgeschieden   | ausgeschieden      | ausgeschieden          | ausgeschieden      | ausgeschieden              | ausgeschieden      | 9    |
| Nicholas Lucena Phil Dalhausser | Azaad / Capogrosso     | 2:1 (21:19, 18:21, 15:6)  | 5            | 3            | Ahmed / Cherif    | 1:2 (21:14, 19:21, 11:15) | ausgeschieden   | ausgeschieden      | ausgeschieden          | ausgeschieden      | ausgeschieden              | ausgeschieden      | 9    |

### Bogenschießen
Durch den Gewinn einer Goldmedaille bei der Weltmeisterschaft 2019 konnte sich Brady Ellison mit dem Recurvebogen qualifizieren.
| Athleten                                                 | Wettbewerb | Qualifikation | Qualifikation | 1. Runde      | 1. Runde | 2. Runde      | 2. Runde      | Achtelfinale  | Achtelfinale  | Viertelfinale | Viertelfinale | Halbfinale    | Halbfinale    | (Kleines) Finale | (Kleines) Finale | Rang          |
| Athleten                                                 | Wettbewerb | Ringe         | Rang          | Gegner        | Ergebnis | Gegner        | Ergebnis      | Gegner        | Ergebnis      | Gegner        | Ergebnis      | Gegner        | Ergebnis      | Gegner           | Ergebnis         | Rang          |
| -------------------------------------------------------- | ---------- | ------------- | ------------- | ------------- | -------- | ------------- | ------------- | ------------- | ------------- | ------------- | ------------- | ------------- | ------------- | ---------------- | ---------------- | ------------- |
| Männer                                                   |            |               |               |               |          |               |               |               |               |               |               |               |               |                  |                  |               |
| Brady Ellison                                            | Einzel     | 682           | 2             | M. Vaziri     | 6:0      | P. Jadhav     | 6:0           | J. Wukie      | 7:3           | M. Gazoz      | 3:7           | ausgeschieden | ausgeschieden | ausgeschieden    | ausgeschieden    | ausgeschieden |
| Jack Williams                                            | Einzel     | 656           | 29            | P. Plihon     | 4:6      | ausgeschieden | ausgeschieden | ausgeschieden | ausgeschieden | ausgeschieden | ausgeschieden | ausgeschieden | ausgeschieden | ausgeschieden    | ausgeschieden    | ausgeschieden |
| Jacob Wukie                                              | Einzel     | 649           | 47            | A. Aguilar    | 7:1      | R. Ega Agatha | 6:5           | B. Ellison    | 3:7           | ausgeschieden | ausgeschieden | ausgeschieden | ausgeschieden | ausgeschieden    | ausgeschieden    | ausgeschieden |
| Brady Ellison Jack Williams Jacob Wukie                  | Mannschaft | 1987          | 5             | —             | —        | —             | —             | Frankreich    | 6:0           | Japan         | 1:5           | ausgeschieden | ausgeschieden | ausgeschieden    | ausgeschieden    | ausgeschieden |
| Frauen                                                   |            |               |               |               |          |               |               |               |               |               |               |               |               |                  |                  |               |
| Mackenzie Brown                                          | Einzel     | 668           | 5             | C. Schwarz    | 6:2      | X. Long       | 6:0           | C.-e. Lin     | 6:2           | A. Valencia   | 6:5           | S. An         | 5:6           | L. Boari         | 1:7              | 4             |
| Casey Kaufhold                                           | Einzel     | 653           | 17            | I. de Velasco | 7:3      | R. Hayakawa   | 2:6           | ausgeschieden | ausgeschieden | ausgeschieden | ausgeschieden | ausgeschieden | ausgeschieden | ausgeschieden    | ausgeschieden    | 17            |
| Jennifer Mucino-Fernandez                                | Einzel     | 649           | 24            | A. Pawlowa    | 6:4      | D. Kumari     | 4:6           | ausgeschieden | ausgeschieden | ausgeschieden | ausgeschieden | ausgeschieden | ausgeschieden | ausgeschieden    | ausgeschieden    | 17            |
| Mackenzie Brown Casey Kaufhold Jennifer Mucino-Fernandez | Mannschaft | 1970          | 3             | —             | —        | —             | —             | Freilos       | Freilos       | ROC           | 2:6           | ausgeschieden | ausgeschieden | ausgeschieden    | ausgeschieden    | 8             |
| Mixed                                                    |            |               |               |               |          |               |               |               |               |               |               |               |               |                  |                  |               |
| Brady Ellison Mackenzie Brown                            | Mannschaft | 1350          | 2             | —             | —        | —             | —             | Indonesien    | 4:5           | ausgeschieden | ausgeschieden | ausgeschieden | ausgeschieden | ausgeschieden    | ausgeschieden    | 9             |

### Boxen
| Athleten        | Wettbewerb                  | 1. Runde      | 1. Runde | Achtelfinale      | Achtelfinale  | Viertelfinale | Viertelfinale | Halbfinale     | Halbfinale    | Finale          | Finale        | Rang   |
| Athleten        | Wettbewerb                  | Gegner        | Ergebnis | Gegner            | Ergebnis      | Gegner        | Ergebnis      | Gegner         | Ergebnis      | Gegner          | Ergebnis      | Rang   |
| --------------- | --------------------------- | ------------- | -------- | ----------------- | ------------- | ------------- | ------------- | -------------- | ------------- | --------------- | ------------- | ------ |
| Frauen          |                             |               |          |                   |               |               |               |                |               |                 |               |        |
| Virginia Fuchs  | Fliegengewicht bis 51 kg    | S. Solujanowa | 3:2      | S. Krastewa       | 0:5           | ausgeschieden | ausgeschieden | ausgeschieden  | ausgeschieden | ausgeschieden   | ausgeschieden | 9      |
| Yarisel Ramirez | Federgewicht bis 57 kg      | N. Ćaćić      | 0:5      | ausgeschieden     | ausgeschieden | ausgeschieden | ausgeschieden | ausgeschieden  | ausgeschieden | ausgeschieden   | ausgeschieden | 17     |
| Rashida Ellis   | Leichtgewicht bis 60 kg     | Freilos       | Freilos  | C. Dubois         | 0:3           | ausgeschieden | ausgeschieden | ausgeschieden  | ausgeschieden | ausgeschieden   | ausgeschieden | 9      |
| Oshae Jones     | Weltergewicht bis 69 kg     | Freilos       | Freilos  | B. Cruz           | 3:2           | M. Moronta    | 4:0           | Gu H.          | 1:4           | ausgeschieden   | ausgeschieden | Bronze |
| Naomi Graham    | Mittelgewicht bis 75 kg     | —             | —        | S. Magomedalijewa | 1:4           | ausgeschieden | ausgeschieden | ausgeschieden  | ausgeschieden | ausgeschieden   | ausgeschieden | 9      |
| Männer          |                             |               |          |                   |               |               |               |                |               |                 |               |        |
| Duke Ragan      | Federgewicht bis 57 kg      | S. Kistohurry | 3:2      | S. Temirschanow   | 5:0           | K. Walker     | 3:2           | S. Takyi       | 4:1           | A. Batyrgasijew | 2:3           | Silber |
| Keyshawn Davis  | Leichtgewicht bis 63 kg     | E. Lacruz     | 5:0      | S. Oumiha         | RSC           | G. Mamedow    | 4:1           | H. Batschkow   | 5:0           | A. Cruz Gómez   | 1:4           | Silber |
| Delante Johnson | Weltergewicht bis 69 kg     | B. Arregui    | 3:2      | A. Schüssipow     | 4:1           | R. Iglesias   | 0:5           | ausgeschieden  | ausgeschieden | ausgeschieden   | ausgeschieden | 5      |
| Troy Isley      | Mittelgewicht bis 75 kg     | W. Bandarenka | 5:0      | G. Bakschi        | 2:3           | ausgeschieden | ausgeschieden | ausgeschieden  | ausgeschieden | ausgeschieden   | ausgeschieden | 9      |
| Richard Torrez  | Superschwergewicht ab 91 kg | Freilos       | Freilos  | C. Bouloudinats   | 5:0           | D. Peró       | 4:1           | Q. Qongqabajew | RSC           | B. Jalolov      | 0:5           | Silber |

### Fechten
| Athleten                                                            | Wettbewerb         | 1. Runde     | 1. Runde | 2. Runde        | 2. Runde | Achtelfinale    | Achtelfinale  | Viertelfinale | Viertelfinale | Halbfinale / Klassifikation | Halbfinale / Klassifikation | Finale / Platzierung | Finale / Platzierung | Rang          |
| Athleten                                                            | Wettbewerb         | Gegner       | Ergebnis | Gegner          | Ergebnis | Gegner          | Ergebnis      | Gegner        | Ergebnis      | Gegner                      | Ergebnis                    | Gegner               | Ergebnis             | Rang          |
| ------------------------------------------------------------------- | ------------------ | ------------ | -------- | --------------- | -------- | --------------- | ------------- | ------------- | ------------- | --------------------------- | --------------------------- | -------------------- | -------------------- | ------------- |
| Frauen                                                              |                    |              |          |                 |          |                 |               |               |               |                             |                             |                      |                      |               |
| Katharine Holmes                                                    | Degen Einzel       | Freilos      | Freilos  | Song S.-r.      | 12:15    | ausgeschieden   | ausgeschieden | ausgeschieden | ausgeschieden | ausgeschieden               | ausgeschieden               | ausgeschieden        | ausgeschieden        | ausgeschieden |
| Courtney Hurley                                                     | Degen Einzel       | Freilos      | Freilos  | Zhu M.          | 8:15     | ausgeschieden   | ausgeschieden | ausgeschieden | ausgeschieden | ausgeschieden               | ausgeschieden               | ausgeschieden        | ausgeschieden        | ausgeschieden |
| Kelley Hurley                                                       | Degen Einzel       | Freilos      | Freilos  | E. Kirpu        | 15:14    | A. Murtasajewa  | 11:12         | ausgeschieden | ausgeschieden | ausgeschieden               | ausgeschieden               | ausgeschieden        | ausgeschieden        | ausgeschieden |
| Katharine Holmes Courtney Hurley Kelley Hurley Anna van Brummen     | Degen Mannschaft   | —            | —        | —               | —        | —               | —             | Südkorea      | 33:38         | Hongkong                    | 42:31                       | Polen                | 33:26                | 5             |
| Jacqueline Dubrovich                                                | Florett Einzel     | Freilos      | Freilos  | L. Ebert        | 14:15    | ausgeschieden   | ausgeschieden | ausgeschieden | ausgeschieden | ausgeschieden               | ausgeschieden               | ausgeschieden        | ausgeschieden        | ausgeschieden |
| Lee Kiefer                                                          | Florett Einzel     | Freilos      | Freilos  | A. Berthier     | 15:4     | E. Harvey       | 15:13         | Y. Ueno       | 15:11         | L. Korobeinikowa            | 15:6                        | I. Deriglasowa       | 15:13                | Gold          |
| Nicole Ross                                                         | Florett Einzel     | Freilos      | Freilos  | İ. Karamete     | 15:5     | Y. Ueno         | 9:15          | ausgeschieden | ausgeschieden | ausgeschieden               | ausgeschieden               | ausgeschieden        | ausgeschieden        | ausgeschieden |
| Jacqueline Dubrovich Lee Kiefer Nicole Ross Sabrina Massialas       | Florett Mannschaft | —            | —        | —               | —        | —               | —             | Japan         | 45:36         | ROC                         | 42:45                       | Italien              | 23:45                | 4             |
| Anne-Elizabeth Stone                                                | Säbel Einzel       | Freilos      | Freilos  | A. Bashta       | 9:15     | ausgeschieden   | ausgeschieden | ausgeschieden | ausgeschieden | ausgeschieden               | ausgeschieden               | ausgeschieden        | ausgeschieden        | ausgeschieden |
| Dagmara Wozniak                                                     | Säbel Einzel       | Freilos      | Freilos  | O. Nikitina     | 14:15    | ausgeschieden   | ausgeschieden | ausgeschieden | ausgeschieden | ausgeschieden               | ausgeschieden               | ausgeschieden        | ausgeschieden        | ausgeschieden |
| Mariel Zagunis                                                      | Säbel Einzel       | Freilos      | Freilos  | G. Page         | 15:3     | Kim J.-y.       | 15:12         | S. Welikaja   | 8:15          | ausgeschieden               | ausgeschieden               | ausgeschieden        | ausgeschieden        | ausgeschieden |
| Anne-Elizabeth Stone Dagmara Wozniak Mariel Zagunis Francesca Russo | Säbel Mannschaft   | —            | —        | —               | —        | Freilos         | Freilos       | Frankreich    | 30:45         | China                       | 45:35                       | Japan                | 43:45                | 6             |
| Männer                                                              |                    |              |          |                 |          |                 |               |               |               |                             |                             |                      |                      |               |
| Jacob Hoyle                                                         | Degen Einzel       | Freilos      | Freilos  | Park S.-y.      | 10:15    | ausgeschieden   | ausgeschieden | ausgeschieden | ausgeschieden | ausgeschieden               | ausgeschieden               | ausgeschieden        | ausgeschieden        | ausgeschieden |
| Curtis McDowald                                                     | Degen Einzel       | Freilos      | Freilos  | A. Bardenet     | 12:15    | ausgeschieden   | ausgeschieden | ausgeschieden | ausgeschieden | ausgeschieden               | ausgeschieden               | ausgeschieden        | ausgeschieden        | ausgeschieden |
| Yeisser Ramirez                                                     | Degen Einzel       | M. Niggeler  | 15:6     | S. Bida         | 2:15     | ausgeschieden   | ausgeschieden | ausgeschieden | ausgeschieden | ausgeschieden               | ausgeschieden               | ausgeschieden        | ausgeschieden        | ausgeschieden |
| Jacob Hoyle Curtis McDowald Yeisser Ramirez                         | Degen Mannschaft   | —            | —        | —               | —        | Japan           | 39:45         | ausgeschieden | ausgeschieden | ausgeschieden               | ausgeschieden               | ausgeschieden        | ausgeschieden        | 9             |
| Nick Itkin                                                          | Florett Einzel     | Freilos      | Freilos  | A. Borodatschow | 15:11    | K. Borodatschow | 13:15         | ausgeschieden | ausgeschieden | ausgeschieden               | ausgeschieden               | ausgeschieden        | ausgeschieden        | ausgeschieden |
| Alexander Massialas                                                 | Florett Einzel     | Freilos      | Freilos  | P. Joppich      | 12:15    | ausgeschieden   | ausgeschieden | ausgeschieden | ausgeschieden | ausgeschieden               | ausgeschieden               | ausgeschieden        | ausgeschieden        | ausgeschieden |
| Gerek Meinhardt                                                     | Florett Einzel     | Freilos      | Freilos  | W. Mylnikow     | 11:15    | ausgeschieden   | ausgeschieden | ausgeschieden | ausgeschieden | ausgeschieden               | ausgeschieden               | ausgeschieden        | ausgeschieden        | ausgeschieden |
| Nick Itkin Alexander Massialas Gerek Meinhardt Race Imboden         | Florett Mannschaft | —            | —        | —               | —        | Freilos         | Freilos       | Deutschland   | 45:36         | ROC                         | 41:45                       | Japan                | 45:31                | Bronze        |
| Eli Dershwitz                                                       | Säbel Einzel       | Freilos      | Freilos  | K. Streets      | 15:9     | Kim J.-h.       | 9:15          | ausgeschieden | ausgeschieden | ausgeschieden               | ausgeschieden               | ausgeschieden        | ausgeschieden        | ausgeschieden |
| Daryl Homer                                                         | Säbel Einzel       | Freilos      | Freilos  | M. Amer         | 11:15    | ausgeschieden   | ausgeschieden | ausgeschieden | ausgeschieden | ausgeschieden               | ausgeschieden               | ausgeschieden        | ausgeschieden        | ausgeschieden |
| Andrew Mackiewicz                                                   | Säbel Einzel       | T. Shimamura | 15:13    | Oh S.-u.        | 7:15     | ausgeschieden   | ausgeschieden | ausgeschieden | ausgeschieden | ausgeschieden               | ausgeschieden               | ausgeschieden        | ausgeschieden        | ausgeschieden |
| Eli Dershwitz Daryl Homer Andrew Mackiewicz Khalil Thompson         | Säbel Mannschaft   | —            | —        | —               | —        | Freilos         | Freilos       | Ungarn        | 36:45         | Iran                        | 36:45                       | ROC                  | kampflos             | 8             |

### Fußball
| Wettbewerb       | Frauen (Spiele/Tore) |
| ---------------- | --- |
| Athleten         | Abby Dahlkemper (3/0) Tierna Davidson (5/0) Crystal Dunn (6/0) Julie Ertz (6/0) Adrianna Franch (2/0) Tobin Heath (6/0) Lindsey Horan (6/1) Rose Lavelle (6/1) Carli Lloyd (6/2) Kristie Mewis (2/0) Samantha Mewis (6/1) Alex Morgan (6/1) Alyssa Naeher (5/0) Kelley O’Hara (5/0) Christen Press (6/1) Megan Rapinoe (6/2) Becky Sauerbrunn (5/0) Emily Sonnett (1/0) |
| Trainer          | Vlatko Andonovski |
|                  | Jane Campbell Catarina Macário (1/0) Casey Krueger Lynn Williams (3/1) |
| Gruppenphase     | Schweden (0:3) Neuseeland (6:1) Australien (0:0) |
| Viertelfinale    | Niederlande (2:2; 4:2 i. E.) |
| Halbfinale       | Kanada (0:1) |
| Spiel um Platz 3 | Australien (4:3) |
| Platzierung      | Bronze |

### Gewichtheben
| Athleten                | Wettbewerb                     | Reißen  | Reißen | Stoßen                | Stoßen                | Zweikampf | Zweikampf | Rang   |
| Athleten                | Wettbewerb                     | Gewicht | Rang   | Gewicht               | Rang                  | Gewicht   | Rang      | Rang   |
| ----------------------- | ------------------------------ | ------- | ------ | --------------------- | --------------------- | --------- | --------- | ------ |
| Frauen                  |                                |         |        |                       |                       |           |           |        |
| Jourdan Delacruz        | Bantamgewicht bis 49 kg        | 86 kg   | 3      | ohne gültigen Versuch | ohne gültigen Versuch | —         | —         | —      |
| Katherine Elizabeth Nye | Halbschwergewicht bis 76 kg    | 111 kg  | 3      | 138 kg                | 2                     | 249 kg    | 2         | Silber |
| Mattie Rogers           | Schwergewicht bis 87 kg        | 108 kg  | 6      | 138 kg                | 6                     | 246 kg    | 6         | 6      |
| Sarah Robles            | Superschwergewicht über 87 kg  | 128 kg  | 2      | 154 kg                | 3                     | 282 kg    | 3         | Bronze |
| Männer                  |                                |         |        |                       |                       |           |           |        |
| Clarence Cummings       | Leichtgewicht bis 73 kg        | 145 kg  | 11     | 180 kg                | 8                     | 325 kg    | 9         | 9      |
| Harrison Maurus         | Mittelgewicht bis 81 kg        | 161 kg  | 7      | 200 kg                | 4                     | 361 kg    | 4         | 4      |
| Wesley Kitts            | Schwergewicht bis 109 kg       | 177 kg  | 9      | 213 kg                | 8                     | 390 kg    | 8         | 8      |
| Caine Wilkes            | Superschwergewicht über 109 kg | 173 kg  | 12     | 217 kg                | 8                     | 390 kg    | 9         | 9      |

### Judo
| Athleten         | Wettbewerb | 1. Runde    | 1. Runde | 2. Runde        | 2. Runde | Achtelfinale  | Achtelfinale  | Viertelfinale | Viertelfinale | Halbfinale / Trostrunde | Halbfinale / Trostrunde | Finale / Platz 3 | Finale / Platz 3 | Rang |
| Athleten         | Wettbewerb | Gegner      | Ergebnis | Gegner          | Ergebnis | Gegner        | Ergebnis      | Gegner        | Ergebnis      | Gegner                  | Ergebnis                | Gegner           | Ergebnis         | Rang |
| ---------------- | ---------- | ----------- | -------- | --------------- | -------- | ------------- | ------------- | ------------- | ------------- | ----------------------- | ----------------------- | ---------------- | ---------------- | ---- |
| Frauen           |            |             |          |                 |          |               |               |               |               |                         |                         |                  |                  |      |
| Angelica Delgado | bis 52 kg  | J. Ramos    | 10s2:0s1 | —               | —        | R. Pupp       | 0:10          | ausgeschieden | ausgeschieden | ausgeschieden           | ausgeschieden           | ausgeschieden    | ausgeschieden    | 9    |
| Nefeli Papadakis | bis 78 kg  | Yoon H.-j.  | 0:10     | —               | —        | ausgeschieden | ausgeschieden | ausgeschieden | ausgeschieden | ausgeschieden           | ausgeschieden           | ausgeschieden    | ausgeschieden    | 17   |
| Nina Cutro-Kelly | über 78 kg | A. Velenšek | 1:10     | —               | —        | ausgeschieden | ausgeschieden | ausgeschieden | ausgeschieden | ausgeschieden           | ausgeschieden           | ausgeschieden    | ausgeschieden    | 17   |
| Männer           |            |             |          |                 |          |               |               |               |               |                         |                         |                  |                  |      |
| Colton Brown     | bis 90 kg  | Freilos     | Freilos  | R. Schwendinger | 11s1:0   | M. Žgank      | 0s2:1s2       | ausgeschieden | ausgeschieden | ausgeschieden           | ausgeschieden           | ausgeschieden    | ausgeschieden    | 9    |

### Golf
| Athleten          | Runde 1 | Runde 2 | Runde 3 | Runde 4 | Gesamt | Par | Rang |
| ----------------- | ------- | ------- | ------- | ------- | ------ | --- | ---- |
| Frauen            |         |         |         |         |        |     |      |
| Danielle Kang     | 69      | 69      | 74      | 65      | 277    | −7  | 20   |
| Jessica Korda     | 71      | 67      | 73      | 64      | 275    | −9  | 15   |
| Nelly Korda       | 67      | 62      | 69      | 69      | 267    | −17 | Gold |
| Lexi Thompson     | 72      | 71      | 69      | 69      | 281    | −3  | 33   |
| Männer            |         |         |         |         |        |     |      |
| Collin Morikawa   | 69      | 70      | 67      | 63      | 269    | −15 | 4    |
| Patrick Reed      | 68      | 71      | 70      | 65      | 274    | −10 | 22   |
| Xander Schauffele | 68      | 63      | 68      | 67      | 266    | −18 | Gold |
| Justin Thomas     | 71      | 70      | 68      | 65      | 274    | −10 | 22   |

### Kanu

#### Kanurennsport
| Athleten       | Wettbewerb | Vorlauf  | Vorlauf | Viertelfinale | Viertelfinale | Halbfinale | Halbfinale | Finale   | Finale | Rang |
| Athleten       | Wettbewerb | Zeit     | Rang    | Zeit          | Rang          | Zeit       | Rang       | Zeit     | Rang   | Rang |
| -------------- | ---------- | -------- | ------- | ------------- | ------------- | ---------- | ---------- | -------- | ------ | ---- |
| Frauen         |            |          |         |               |               |            |            |          |        |      |
| Nevin Harrison | C-1 200 m  | 44,938 s | 1       | —             | —             | 46,697 s   | 1          | 45,932 s | 1      | Gold |

#### Kanuslalom
| Athleten       | Wettbewerb | Vorlauf  | Vorlauf | Halbfinale | Halbfinale | Finale        | Finale        | Rang |
| Athleten       | Wettbewerb | Zeit     | Rang    | Zeit       | Rang       | Zeit          | Rang          | Rang |
| -------------- | ---------- | -------- | ------- | ---------- | ---------- | ------------- | ------------- | ---- |
| Frauen         |            |          |         |            |            |               |               |      |
| Evy Leibfahrt  | C-1        | 113,06 s | 7       | 183,32 s   | 18         | ausgeschieden | ausgeschieden | 18   |
| Evy Leibfahrt  | K-1        | 109,70 s | 15      | 112,73 s   | 12         | ausgeschieden | ausgeschieden | 12   |
| Männer         |            |          |         |            |            |               |               |      |
| Zachary Lokken | C-1        | 99,74 s  | 4       | 105,97 s   | 7          | 106,0 s       | 7             | 7    |
| Michal Smolen  | K-1        | 96,61 s  | 19      | 96,11 s    | 3          | 99,12 s       | 5             | 5    |

### Karate

#### Kata
| Athleten       | Wettbewerb | Ausscheidungsrunde | Ausscheidungsrunde | Platzierungsrunde | Platzierungsrunde | Kampf um Gold / Bronze | Kampf um Gold / Bronze | Kampf um Gold / Bronze | Rang   |
| Athleten       | Wettbewerb | Punkte             | Rang               | Punkte            | Rang              | Gegner                 | Punkte                 | Rang                   | Rang   |
| -------------- | ---------- | ------------------ | ------------------ | ----------------- | ----------------- | ---------------------- | ---------------------- | ---------------------- | ------ |
| Frauen         |            |                    |                    |                   |                   |                        |                        |                        |        |
| Sakura Kokumai | Kata       | 25,75              | 3                  | 25,54             | 3                 | V. Bottaro             | 25,40                  | 5                      | 5      |
| Männer         |            |                    |                    |                   |                   |                        |                        |                        |        |
| Ariel Torres   | Kata       | 26,19              | 2                  | 26,46             | 2                 | A. Díaz                | 26,72                  | 3                      | Bronze |

#### Kumite
| Athleten     | Wettbewerb        | Gruppenphase | Gruppenphase | Halbfinale    | Halbfinale    | Finale        | Finale        | Rang |
| Athleten     | Wettbewerb        | Punkte       | Rang         | Gegner        | Ergebnis      | Gegner        | Ergebnis      | Rang |
| ------------ | ----------------- | ------------ | ------------ | ------------- | ------------- | ------------- | ------------- | ---- |
| Männer       |                   |              |              |               |               |               |               |      |
| Thomas Scott | Kumite bis 75 kg  | 4            | 4            | ausgeschieden | ausgeschieden | ausgeschieden | ausgeschieden | 7    |
| Brian Irr    | Kumite über 75 kg | 1            | 5            | ausgeschieden | ausgeschieden | ausgeschieden | ausgeschieden | 9    |

### Leichtathletik
Die Teilnehmer wurden im Rahmen der U.S. Olympic Trials 2020 ermittelt.
 Laufen und Gehen 
| Athleten | Wettbewerb        | Runde 1      | Runde 1 | Halbfinale    | Halbfinale    | Finale        | Finale        | Rang          |
| Athleten | Wettbewerb        | Zeit         | Rang    | Zeit          | Rang          | Zeit          | Rang          | Rang          |
| --- | ----------------- | ------------ | ------- | ------------- | ------------- | ------------- | ------------- | ------------- |
| Frauen |                   |              |         |               |               |               |               |               |
| Teahna Daniels | 100 m             | 11,04 s      | 1       | 10,98 s       | 3             | 11,02 s       | 7             | 7             |
| Javianne Oliver | 100 m             | 11,15 s      | 2       | 11,08 s       | 5             | ausgeschieden | ausgeschieden | ausgeschieden |
| Jenna Prandini | 100 m             | 11,11 s      | 3       | 11,11 s       | 4             | ausgeschieden | ausgeschieden | ausgeschieden |
| Anavia Battle | 200 m             | 22,54 s      | 2       | 23,02 s       | 6             | ausgeschieden | ausgeschieden | ausgeschieden |
| Jenna Prandini | 200 m             | 22,56 s      | 1       | 22,57 s       | 5             | ausgeschieden | ausgeschieden | ausgeschieden |
| Gabrielle Thomas | 200 m             | 22,20 s      | 2       | 22,01 s       | 3             | 21,87 s       | 3             | Bronze        |
| Allyson Felix | 400 m             | 50,84 s      | 1       | 49,89 s       | 2             | 49,46 s       | 3             | Bronze        |
| Quanera Hayes | 400 m             | 51,07 s      | 2       | 49,81 s       | 3             | 50,88 s       | 7             | 7             |
| Wadeline Jonathas | 400 m             | 50,93 s      | 2       | 50,51 s       | 4             | ausgeschieden | ausgeschieden | ausgeschieden |
| Athing Mu | 800 m             | 2:01,10 min  | 1       | 1:58,07 min   | 1             | 1:55,21 min   | 1             | Gold          |
| Raevyn Rogers | 800 m             | 2:01,42 min  | 1       | 1:59,28 min   | 3             | 1:56,81 min   | 3             | Bronze        |
| Ajeé Wilson | 800 m             | 2:00,02 min  | 2       | 2:00,79 min   | 4             | ausgeschieden | ausgeschieden | ausgeschieden |
| Heather MacLean | 1500 m            | 4:02,40 min  | 5       | 4:05,33 min   | 12            | ausgeschieden | ausgeschieden | ausgeschieden |
| Cory McGee | 1500 m            | 4:05,15 min  | 8       | 4:10,39 min   | 11            | 4:05,50 min   | 12            | 12            |
| Elle Purrier St. Pierre                                                                                              | 1500 m            | 4:05,34 min  | 3       | 4:01,00 min   | 6             | 4:01,75 min   | 10            | 10            |
| Elise Cranny | 5000 m            | 14:56,14 min | 4       | —             | —             | 14:55,98 min  | 13            | 13            |
| Rachel Schneider | 5000 m            | 15:00,07 min | 7       | —             | —             | ausgeschieden | ausgeschieden | ausgeschieden |
| Karissa Schweizer | 5000 m            | 14:51,34 min | 7       | —             | —             | 14:55,80 min  | 11            | 11            |
| Alicia Monson | 10.000 m          | —            | —       | —             | —             | 31:21,36 min  | 13            | 13            |
| Karissa Schweizer | 10.000 m          | —            | —       | —             | —             | 31:19,96 min  | 12            | 12            |
| Emily Sisson | 10.000 m          | —            | —       | —             | —             | 31:09,58 min  | 10            | 10            |
| Christina Clemons | 100 m Hürden      | 12,91 s      | 2       | 12,76 s       | 4             | ausgeschieden | ausgeschieden | ausgeschieden |
| Gabriele Cunningham                                                                                                  | 100 m Hürden      | 12,83 s      | 3       | 12,67 s       | 4             | 13,01 s       | 7             | 7             |
| Kendra Harrison | 100 m Hürden      | 14,74 s      | 1       | 12,51 s       | 2             | 12,52 s       | 2             | Silber        |
| Anna Cockrell | 400 m Hürden      | 55,37 s      | 3       | 54,17 s       | 2             | 54,19 s       | 7             | 7             |
| Sydney McLaughlin | 400 m Hürden      | 54,65 s      | 1       | 53,03 s       | 1             | 51,46 s       | 1             | Gold          |
| Dalilah Muhammad | 400 m Hürden      | 53,97 s      | 1       | 53,30 s       | 1             | 51,58 s       | 2             | Silber        |
| Emma Coburn | 3000 m Hindernis  | 9:16,91 min  | 3       | —             | —             | DSQ           | DSQ           | DSQ           |
| Valerie Constien | 3000 m Hindernis  | 9:24,31 min  | 4       | —             | —             | 9:31,61 min   | 12            | 12            |
| Courtney Frerichs | 3000 m Hindernis  | 9:19,34 min  | 1       | —             | —             | 9:04,79 min   | 2             | Silber        |
| Sally Kipyego | Marathon          | —            | —       | —             | —             | 2:32:53 h     | 17            | 17            |
| Molly Seidel | Marathon          | —            | —       | —             | —             | 2:27:46 h     | 3             | Bronze        |
| Aliphine Tuliamuk | Marathon          | —            | —       | —             | —             | DNF           | DNF           | DNF           |
| Robyn Stevens | 20 km Gehen       | —            | —       | —             | —             | 1:37:42 h     | 33            | 33            |
| Teahna Daniels English Gardner Aleia Hobbs Javianne Oliver Jenna Prandini Gabrielle Thomas                           | 4 × 100-m-Staffel | 41,90 s      | 2       | —             | —             | 41,45 s       | 2             | Silber        |
| Kendall Ellis Allyson Felix Lynna Irby Wadeline Jonathas Sydney McLaughlin Athing Mu Dalilah Muhammad Kaylin Whitney | 4 × 400-m-Staffel | 3:20,86 min  | 1       | —             | —             | 3:16,85 min   | 1             | Gold          |
| Männer |                   |              |         |               |               |               |               |               |
| Ronnie Baker | 100 m             | 10,03 s      | 1       | 9,83 s        | 2             | 9,95 s        | 5             | 5             |
| Trayvon Bromell | 100 m             | 10,05 s      | 4       | 10,00 s       | 3             | ausgeschieden | ausgeschieden | ausgeschieden |
| Fred Kerley | 100 m             | 9,97 s       | 2       | 9,96 s        | 1             | 9,84 s        | 2             | Silber        |
| Kenneth Bednarek | 200 m             | 20,01 s      | 1       | 19,83 s       | 2             | 19,68 s       | 2             | Silber        |
| Erriyon Knighton | 200 m             | 20,55 s      | 1       | 20,02 s       | 1             | 19,93 s       | 4             | 4             |
| Noah Lyles | 200 m             | 20,18 s      | 1       | 19,99 s       | 3             | 19,74 s       | 3             | Bronze        |
| Michael Cherry | 400 m             | 44,82 s      | 1       | 44,44 s       | 1             | 44,21 s       | 4             | 4             |
| Michael Norman | 400 m             | 45,35 s      | 2       | 44,52 s       | 2             | 44,31 s       | 5             | 5             |
| Randolph Ross | 400 m             | 45,67 s      | 4       | ausgeschieden | ausgeschieden | ausgeschieden | ausgeschieden | ausgeschieden |
| Bryce Hoppel | 800 m             | 1:45,64 min  | 3       | 1:44,91 min   | 5             | ausgeschieden | ausgeschieden | ausgeschieden |
| Isaiah Jewett | 800 m             | 1:45,07 min  | 5       | 2:38,12 min   | 7             | ausgeschieden | ausgeschieden | ausgeschieden |
| Clayton Murphy | 800 m             | 1:45,53 min  | 1       | 1:44,18 min   | 2             | 1:46,53 min   | 9             | 9             |
| Matthew Centrowitz                                                                                                   | 1500 m            | 3:51,12 min  | 2       | 3:33,69 min   | 9             | ausgeschieden | ausgeschieden | ausgeschieden |
| Cole Hocker | 1500 m            | 3:36,16 min  | 4       | 3:33,87 min   | 2             | 3:31,40 min   | 6             | 6             |
| Yared Nuguse | 1500 m            | DNS          | DNS     | DNS           | DNS           | DNS           | DNS           | DNS           |
| Paul Chelimo | 5000 m            | 13:30,15 min | 2       | —             | —             | 12:59,05 min  | 3             | Bronze        |
| Grant Fisher | 5000 m            | 13:31,80 min | 8       | —             | —             | 13:08,40 min  | 9             | 9             |
| William Kincaid | 5000 m            | 13:39,04 min | 3       | —             | —             | 13:17,20 min  | 14            | 14            |
| Grant Fisher | 10.000 m          | —            | —       | —             | —             | 27:46,39 min  | 5             | 5             |
| William Kincaid | 10.000 m          | —            | —       | —             | —             | 28:11,01 min  | 15            | 15            |
| Joe Klecker | 10.000 m          | —            | —       | —             | —             | 28:14,18 min  | 16            | 16            |
| Devon Allen | 110 m Hürden      | 13,21 s      | 1       | 13,18 s       | 1             | 13,14 s       | 4             | 4             |
| Grant Holloway | 110 m Hürden      | 13,02 s      | 1       | 13,13 s       | 1             | 13,09 s       | 2             | Silber        |
| Daniel Roberts | 110 m Hürden      | 13,41 s      | 2       | 13,33 s       | 5             | ausgeschieden | ausgeschieden | ausgeschieden |
| Rai Benjamin | 400 m Hürden      | 48,60 s      | 1       | 47,37 s       | 2             | 46,17 s       | 2             | Silber        |
| David Kendziera | 400 m Hürden      | 49,23 s      | 4       | 48,67 s       | 3             | ausgeschieden | ausgeschieden | ausgeschieden |
| Kenny Selmon | 400 m Hürden      | 48,61 s      | 2       | 48,58 s       | 4             | ausgeschieden | ausgeschieden | ausgeschieden |
| Hillary Bor | 3000 m Hindernis  | 8:19,80 min  | 6       | —             | —             | ausgeschieden | ausgeschieden | ausgeschieden |
| Mason Ferlic | 3000 m Hindernis  | 8:20,23 min  | 8       | —             | —             | ausgeschieden | ausgeschieden | ausgeschieden |
| Benard Keter | 3000 m Hindernis  | 8:17,31 min  | 6       | —             | —             | 8:22,12 min   | 11            | 11            |
| Abdihakem Abdirahman                                                                                                 | Marathon          | —            | —       | —             | —             | 2:18:27 h     | 41            | 41            |
| Jacob Riley | Marathon          | —            | —       | —             | —             | 2:16:26 h     | 29            | 29            |
| Galen Rupp | Marathon          | —            | —       | —             | —             | 2:11:41 h     | 8             | 8             |
| Nick Christie | 20 km Gehen       | —            | —       | —             | —             | 1:34:37 h     | 50            | 50            |
| Ronnie Baker Trayvon Bromell Cravon Gillespie Fred Kerley                                                            | 4 × 100-m-Staffel | 38,10 s      | 6       | —             | —             | ausgeschieden | ausgeschieden | ausgeschieden |
| Rai Benjamin Michael Cherry Bryce Deadmon Michael Norman Vernon Norwood Randolph Ross Trevor Stewart                 | 4 × 400-m-Staffel | 2:57,77 min  | 1       | —             | —             | 2:55,70 min   | 1             | Gold          |
| Mixed |                   |              |         |               |               |               |               |               |
| Bryce Deadmon Kendall Ellis Elija Godwin Lynna Irby Taylor Manson Vernon Norwood Trevor Stewart Kaylin Whitney       | 4 × 400-m-Staffel | 3:11,39 min  | 1       | —             | —             | 3:10,22 min   | 3             | Bronze        |

 Springen und Werfen 
| Athleten              | Wettbewerb     | Qualifikation | Qualifikation | Finale        | Finale        | Rang          |
| Athleten              | Wettbewerb     | Weite/Höhe    | Rang          | Weite/Höhe    | Rang          | Rang          |
| --------------------- | -------------- | ------------- | ------------- | ------------- | ------------- | ------------- |
| Frauen                |                |               |               |               |               |               |
| Quanesha Burks        | Weitsprung     | 6,56 m        | 13            | ausgeschieden | ausgeschieden | 13            |
| Tara Davis            | Weitsprung     | 6,85 m        | 4             | 6,84 m        | 6             | 6             |
| Brittney Reese        | Weitsprung     | 6,86 m        | 3             | 6,97 m        | 2             | Silber        |
| Tori Franklin         | Dreisprung     | 13,68 m       | 25            | ausgeschieden | ausgeschieden | 25            |
| Jasmine Moore         | Dreisprung     | 13,76 m       | 23            | ausgeschieden | ausgeschieden | 23            |
| Keturah Orji          | Dreisprung     | 14,26 m       | 11            | 14,59 m       | 7             | 7             |
| Tynita Butts-Townsend | Hochsprung     | 1,82 m        | 31            | ausgeschieden | ausgeschieden | 31            |
| Vashti Cunningham     | Hochsprung     | 1,95 m        | 9             | 1,96 m        | 6             | 6             |
| Rachel McCoy          | Hochsprung     | 1,86 m        | 25            | ausgeschieden | ausgeschieden | 25            |
| Morgann LeLeux Romero | Stabhochsprung | 4,55 m        | 13            | ogV           | ogV           | 14            |
| Sandi Morris          | Stabhochsprung | 4,40 m        | 16            | ausgeschieden | ausgeschieden | 16            |
| Katie Nageotte        | Stabhochsprung | 4,55 m        | 1             | 4,90 m        | 1             | Gold          |
| Adelaide Aquilla      | Kugelstoßen    | 17,68 m       | 19            | ausgeschieden | ausgeschieden | 19            |
| Jessica Ramsey        | Kugelstoßen    | 18,75 m       | 9             | ogV           | ogV           | 12            |
| Raven Saunders        | Kugelstoßen    | 19,22 m       | 3             | 19,79 m       | 2             | Silber        |
| Valarie Allman        | Diskuswurf     | 66,42 m       | 1             | 68,98 m       | 1             | Gold          |
| Kelsey Card           | Diskuswurf     | 56,04 m       | 28            | ausgeschieden | ausgeschieden | 28            |
| Rachel Dincoff        | Diskuswurf     | 56,22 m       | 27            | ausgeschieden | ausgeschieden | 27            |
| Ariana Ince           | Speerwurf      | 54,98 m       | 27            | ausgeschieden | ausgeschieden | 27            |
| Maggie Malone         | Speerwurf      | 63,07 m       | 2             | 59,82 m       | 10            | 10            |
| Kara Winger           | Speerwurf      | 59,71 m       | 17            | ausgeschieden | ausgeschieden | 17            |
| Brooke Andersen       | Hammerwurf     | 74,00 m       | 3             | 72,16 m       | 10            | 10            |
| Gwen Berry            | Hammerwurf     | 73,19 m       | 7             | 71,35 m       | 11            | 11            |
| DeAnna Price          | Hammerwurf     | 72,55 m       | 9             | 73,09 m       | 8             | 8             |
| Männer                |                |               |               |               |               |               |
| Marquis Dendy         | Weitsprung     | 7,85 m        | 19            | ausgeschieden | ausgeschieden | 19            |
| JuVaughn Harrison     | Weitsprung     | 8,13 m        | 5             | 8,15 m        | 5             | 5             |
| Steffin McCarter      | Weitsprung     | 7,92 m        | 15            | ausgeschieden | ausgeschieden | 15            |
| Chris Benard          | Dreisprung     | 16,59 m       | 18            | ausgeschieden | ausgeschieden | 18            |
| Will Claye            | Dreisprung     | 16,91 m       | 8             | 17,44 m       | 4             | 4             |
| Donald Scott          | Dreisprung     | 17,01 m       | 6             | 17,18 m       | 7             | 7             |
| JuVaughn Harrison     | Hochsprung     | 2,28 m        | 4             | 2,33 m        | 7             | 7             |
| Shelby McEwen         | Hochsprung     | 2,28 m        | 8             | 2,27 m        | 12            | 12            |
| Darryl Sullivan       | Hochsprung     | 2,17 m        | 30            | ausgeschieden | ausgeschieden | 30            |
| KC Lightfoot          | Stabhochsprung | 5,75 m        | 3             | 5,80 m        | 4             | 4             |
| Matt Ludwig           | Stabhochsprung | 5,50 m        | 19            | ausgeschieden | ausgeschieden | 19            |
| Christopher Nilsen    | Stabhochsprung | 5,75 m        | 1             | 5,97 m        | 2             | Silber        |
| Ryan Crouser          | Kugelstoßen    | 22,05 m       | 1             | 23,30 m       | 1             | Gold          |
| Joe Kovacs            | Kugelstoßen    | 20,93 m       | 11            | 22,65 m       | 2             | Silber        |
| Payton Otterdahl      | Kugelstoßen    | 20,90 m       | 12            | 20,32 m       | 10            | 10            |
| Mason Finley          | Diskuswurf     | 60,34 m       | 23            | ausgeschieden | ausgeschieden | 23            |
| Reggie Jagers         | Diskuswurf     | 61,47 m       | 19            | ausgeschieden | ausgeschieden | 19            |
| Sam Mattis            | Diskuswurf     | 63,74 m       | 8             | 63,88 m       | 8             | 8             |
| Michael Shuey         | Speerwurf      | ogV           | ogV           | ausgeschieden | ausgeschieden | ausgeschieden |
| Curtis Thompson       | Speerwurf      | 78,20 m       | 21            | ausgeschieden | ausgeschieden | 21            |
| Daniel Haugh          | Hammerwurf     | 75,73 m       | 12            | 76,22 m       | 11            | 11            |
| Rudy Winkler          | Hammerwurf     | 78,81 m       | 2             | 77,08 m       | 7             | 7             |
| Alex Young            | Hammerwurf     | 75,09 m       | 16            | ausgeschieden | ausgeschieden | 16            |

 Mehrkampf 
| Athletinnen        | 100 m Hürden | 100 m Hürden | Hochsprung | Hochsprung | Kugelstoßen | Kugelstoßen | 200 m   | 200 m  | Weitsprung | Weitsprung | Speerwurf | Speerwurf | 800 m       | 800 m  | Punkte | Rang |
| Athletinnen        | Zeit         | Punkte       | Höhe       | Punkte     | Weite       | Punkte      | Zeit    | Punkte | Weite      | Punkte     | Weite     | Punkte    | Zeit        | Punkte | Punkte | Rang |
| ------------------ | ------------ | ------------ | ---------- | ---------- | ----------- | ----------- | ------- | ------ | ---------- | ---------- | --------- | --------- | ----------- | ------ | ------ | ---- |
| Siebenkampf Frauen |              |              |            |            |             |             |         |        |            |            |           |           |             |        |        |      |
| Erica Bougard      | 13,14 s      | 1103         | 1,86 m     | 1054       | 12,69 m     | 707         | 24,08 s | 973    | 6,06 m     | 868        | 46,60 m   | 794       | 2:15,92 min | 880    | 6379   | 9    |
| Annie Kunz         | 13,49 s      | 1052         | 1,80 m     | 978        | 15,15 m     | 871         | 24,12 s | 969    | 6,32 m     | 949        | 42,77 m   | 721       | 2:15,93 min | 880    | 6420   | 6    |
| Kendell Williams   | 12,97 s      | 1129         | 1,80 m     | 978        | 12,41 m     | 688         | 24,00 s | 981    | 6,57 m     | 1030       | 48,78 m   | 836       | 2:16,91 min | 866    | 6508   | 5    |

| Athleten          | 100 m   | 100 m | Weitsprung | Weitsprung | Kugelstoßen | Kugelstoßen | Hochsprung | Hochsprung | 400 m   | 400 m | 110 m Hürden | 110 m Hürden | Diskuswurf | Diskuswurf | Stabhochsprung | Stabhochsprung | Speerwurf | Speerwurf | 1500 m      | 1500 m | Punkte | Rang |
| Athleten          | Zeit    | Pkte. | Weite      | Pkte.      | Weite       | Pkte.       | Höhe       | Pkte.      | Zeit    | Pkte. | Zeit         | Pkte.        | Weite      | Pkte.      | Höhe           | Pkte.          | Weite     | Pkte.     | Zeit        | Pkte.  | Punkte | Rang |
| ----------------- | ------- | ----- | ---------- | ---------- | ----------- | ----------- | ---------- | ---------- | ------- | ----- | ------------ | ------------ | ---------- | ---------- | -------------- | -------------- | --------- | --------- | ----------- | ------ | ------ | ---- |
| Zehnkampf Männer  |         |       |            |            |             |             |            |            |         |       |              |              |            |            |                |                |           |           |             |        |        |      |
| Steven Bastien    | 10,69 s | 931   | 7,39 m     | 908        | 14,40 m     | 753         | 2,05 m     | 850        | 47,64 s | 927   | 14,42 s      | 921          | 40,77 m    | 680        | 4,60 m         | 790            | 58,21 m   | 711       | 4:26,95 min | 765    | 8236   | 10   |
| Garrett Scantling | 10,67 s | 935   | 7,30 m     | 886        | 15,59 m     | 826         | 1,99 m     | 794        | 48,25 s | 897   | 14,03 s      | 971          | 45,46 m    | 776        | 5,10 m         | 941            | 69,10 m   | 876       | 4:35,54 min | 709    | 8611   | 4    |
| Zach Ziemek       | 10,55 s | 963   | 7,20 m     | 862        | 14,99 m     | 789         | 2,05 m     | 850        | 49,06 s | 858   | 14,51 s      | 910          | 44,87 m    | 764        | 5,30 m         | 1004           | 60,44 m   | 744       | 4:38,38 min | 691    | 8435   | 6    |

### Moderner Fünfkampf
| Athleten            | Fechten | Fechten | Schwimmen   | Schwimmen | Reiten  | Reiten | Combined     | Combined | Punkte | Rang |
| Athleten            | Bilanz  | Punkte  | Zeit        | Punkte    | Zeit    | Punkte | Zeit         | Punkte   | Punkte | Rang |
| ------------------- | ------- | ------- | ----------- | --------- | ------- | ------ | ------------ | -------- | ------ | ---- |
| Frauen              |         |         |             |           |         |        |              |          |        |      |
| Samantha Achterberg | 155     | 9+1     | 2:15,78 min | 279       | 84,37 s | 289    | 12:25,56 min | 555      | 1278   | 21   |
| Männer              |         |         |             |           |         |        |              |          |        |      |
| Amro El-Geziry      | 16+2    | 198     | 1:52,96 min | 325       | 83,38 s | 290    | 12:35,32 min | 545      | 1358   | 25   |

### Radsport

#### Bahn
| Athleten                                                            | Wettbewerb            | Qualifikation | Qualifikation | Finals        | Finals        | Rang   |
| Athleten                                                            | Wettbewerb            | Zeit/Punkte   | Rang          | Zeit/Punkte   | Rang          | Rang   |
| ------------------------------------------------------------------- | --------------------- | ------------- | ------------- | ------------- | ------------- | ------ |
| Frauen                                                              |                       |               |               |               |               |        |
| Madalyn Godby                                                       | Sprint                | 10,869 s      | 20            | ausgeschieden | ausgeschieden | 16     |
| Megan Jastrab Jennifer Valente                                      | Madison               | —             | —             | 1             | 9             | 9      |
| Chloé Dygert Megan Jastrab Jennifer Valente Emma White Lily Wiliams | Mannschaftsverfolgung | 4:10,118 min  | 3             | 4:08,040 min  | 3             | Bronze |
| Männer                                                              |                       |               |               |               |               |        |
| Adrian Hegyvary Gavin Hoover                                        | Madison               | —             | —             | DNF           | 12            | 12     |

Keirin
| Athleten      | Wettbewerb | 1. Runde | Hoffnungslauf | Viertelfinale | Halbfinale    | Finale        | Rang          |               |
| Athleten      | Wettbewerb | Rang     | Rang          | Rang          | Rang          | Rang          | Rang          |               |
| ------------- | ---------- | -------- | ------------- | ------------- | ------------- | ------------- | ------------- | ------------- |
| Frauen        |            |          |               |               |               |               |               |               |
| Madalyn Godby | Keirin     | 2        | —             | 5             | ausgeschieden | ausgeschieden | ausgeschieden | ausgeschieden |

Omnium
| Frauen           |        |    |    |    |   |    |    |    |   |     |      |
| Jennifer Valente | Omnium | 40 | 1  | 36 | 3 | 34 | 4  | 14 | 3 | 124 | Gold |
| Männer           |        |    |    |    |   |    |    |    |   |     |      |
| Gavin Hoover     | Omnium | 22 | 10 | 32 | 5 | 20 | 11 | 25 | 8 | 99  | 8    |

#### Straße
| Athleten        | Wettbewerb       | Zeit         | Rang |
| --------------- | ---------------- | ------------ | ---- |
| Frauen          |                  |              |      |
| Chloé Dygert    | Straßenrennen    | 3:58:51 h    | 31   |
| Coryn Rivera    | Straßenrennen    | 3:54:31 h    | 7    |
| Leah Thomas     | Straßenrennen    | 3:56:07 h    | 29   |
| Ruth Winder     | Straßenrennen    | 4:02:16 h    | 45   |
| Chloé Dygert    | Einzelzeitfahren | 32:29,89 min | 7    |
| Amber Neben     | Einzelzeitfahren | 31:26,13 min | 5    |
| Männer          |                  |              |      |
| Lawson Craddock | Straßenrennen    | 6:21:46 h    | 80   |
| Brandon McNulty | Straßenrennen    | 6:06:33 h    | 06   |
| Lawson Craddock | Einzelzeitfahren | 1:03:52,99 h | 34   |
| Brandon McNulty | Einzelzeitfahren | 59:57,73 min | 24   |

#### Mountainbike
| Athleten            | Wettbewerb    | Zeit        | Rang |
| ------------------- | ------------- | ----------- | ---- |
| Frauen              |               |             |      |
| Haley Batten        | Cross-Country | 1:20:13 h   | 9    |
| Kate Courtney       | Cross-Country | 1:22:19 h   | 15   |
| Erin Huck           | Cross-Country | LAP         | LAP  |
| Männer              |               |             |      |
| Christopher Blevins | Cross-Country | 1:28:13 min | 14   |

#### BMX
| Athleten         | Wettbewerb | Viertelfinale | Viertelfinale | Halbfinale    | Halbfinale    | Finale        | Finale        | Rang |
| Athleten         | Wettbewerb | Punkte        | Rang          | Punkte        | Rang          | Zeit          | Rang          | Rang |
| ---------------- | ---------- | ------------- | ------------- | ------------- | ------------- | ------------- | ------------- | ---- |
| Frauen           |            |               |               |               |               |               |               |      |
| Payton Ridenour  | BMX-Rennen | 13            | 5             | ausgeschieden | ausgeschieden | ausgeschieden | ausgeschieden | 17   |
| Felicia Stancil  | BMX-Rennen | 5             | 2             | 7             | 1             | 45,131 s      | 4             | 4    |
| Alise Willoughby | BMX-Rennen | 3             | 1             | 18            | 8             | ausgeschieden | ausgeschieden | 15   |
| Männer           |            |               |               |               |               |               |               |      |
| Connor Fields    | BMX-Rennen | 4             | 1             | 12            | 4             | DNS           | DNS           | 8    |
| Corben Sharrah   | BMX-Rennen | 11            | 4             | 22            | 8             | ausgeschieden | ausgeschieden | 15   |

| Athleten       | Wettbewerb | Qualifikation | Qualifikation | Finale | Finale |
| Athleten       | Wettbewerb | Punkte        | Rang          | Punkte | Rang   |
| -------------- | ---------- | ------------- | ------------- | ------ | ------ |
| Männer         |            |               |               |        |        |
| Justin Dowell  | Freestyle  | 75,20         | 8             | 44,60  | 8      |
| Nick Bruce     | Freestyle  | 3,80          | 9             | 24,60  | 9      |
| Frauen         |            |               |               |        |        |
| Hannah Roberts | Freestyle  | 87,70         | 1             | 96,10  | Silber |
| Perris Benegas | Freestyle  | 86,50         | 2             | 88,50  | 4      |

### Reiten

#### Dressurreiten
| Athleten                                                                               | Wettbewerb | Prozent    | Prozent  | Rang   |
| Athleten                                                                               | Wettbewerb | Grand Prix | GP Kür   | Rang   |
| -------------------------------------------------------------------------------------- | ---------- | ---------- | -------- | ------ |
| Adrienne Lyle mit Salvino                                                              | Einzel     | 74,876 %   | DNS      | —      |
| Steffen Peters mit Suppenkasper                                                        | Einzel     | 76,196 %   | 80,968 % | 10     |
| Sabine Schut-Kery mit Sanceo                                                           | Einzel     | 78,416 %   | 84,300 % | 5      |
| Adrienne Lyle mit Salvino Steffen Peters mit Suppenkasper Sabine Schut-Kery mit Sanceo | Mannschaft | 7389,5     | 7747,0   | Silber |

#### Springreiten
| Athleten                                                                                                | Wettbewerb | Strafpunkte   | Strafpunkte   | Strafpunkte   | Strafpunkte   | Strafpunkte   | Strafpunkte   | Rang   |
| Athleten                                                                                                | Wettbewerb | Einzelwertung | Einzelwertung | Einzelwertung | Nationenpreis | Nationenpreis | Nationenpreis | Rang   |
| Athleten                                                                                                | Wettbewerb | 1. Umlauf     | 2. Umlauf     | Stechen       | 1. Umlauf     | 2. Umlauf     | Stechen       | Rang   |
| --- | ---------- | ------------- | ------------- | ------------- | ------------- | ------------- | ------------- | ------ |
| Laura Kraut mit Baloutinue                                                                              | Einzel     | 4,00          | ausgeschieden | ausgeschieden | —             | —             | —             | 31     |
| Kent Farrington mit Gazelle                                                                             | Einzel     | 8,00          | ausgeschieden | ausgeschieden | —             | —             | —             | 44     |
| Jessica Springsteen mit Don Juan van de Donkhoeve                                                       | Einzel     | 4,00          | ausgeschieden | ausgeschieden | —             | —             | —             | 31     |
| Laura Kraut mit Baloutinue Jessica Springsteen mit Don Juan van de Donkhoeve McLain Ward mit Contagious | Mannschaft | —             | —             | —             | 13,00         | 8,00          | 0,00          | Silber |

#### Vielseitigkeitsreiten
| Athleten                                                                | Wettbewerb | Minuspunkte Dressur | Minuspunkte Gelände | Minuspunkte Springen | Minuspunkte Springen | Minuspunkte Gesamt | Rang |
| ----------------------------------------------------------------------- | ---------- | ------------------- | ------------------- | -------------------- | -------------------- | ------------------ | ---- |
| Phillip Dutton mit Z                                                    | Einzel     | 30,50               | 4,80                | 8,00                 | 10,80                | 54,10              | 21   |
| Boyd Martin mit Tsetserleg                                              | Einzel     | 31,10               | 3,20                | 4,40                 | 13,60                | 52,30              | 20   |
| Doug Payne mit Vandiver                                                 | Einzel     | 33,00               | 6,80                | 4,00                 | 4,40                 | 48,20              | 16   |
| Phillip Dutton mit Z Boyd Martin mit Tsetserleg Doug Payne mit Vandiver | Mannschaft | 94,60               | 14,80               | 16,40                | —                    | 125,80             | 6    |

### Ringen

#### Freier Stil
Legende: G = Gewonnen, V = Verloren, S = Schultersieg
| Athleten            | Wettbewerb        | Achtelfinale      | Achtelfinale | Viertelfinale     | Viertelfinale | Halbfinale       | Halbfinale    | Hoffnungsrunde Halbfinale | Hoffnungsrunde Halbfinale | Hoffnungsrunde Finale | Hoffnungsrunde Finale | Finale           | Finale        | Rang   |
| Athleten            | Wettbewerb        | Gegner            | Ergebnis     | Gegner            | Ergebnis      | Gegner           | Ergebnis      | Gegner                    | Ergebnis                  | Gegner                | Ergebnis              | Gegner           | Ergebnis      | Rang   |
| ------------------- | ----------------- | ----------------- | ------------ | ----------------- | ------------- | ---------------- | ------------- | ------------------------- | ------------------------- | --------------------- | --------------------- | ---------------- | ------------- | ------ |
| Frauen              |                   |                   |              |                   |               |                  |               |                           |                           |                       |                       |                  |               |        |
| Sarah Hildebrandt   | Klasse bis 50 kg  | E. Demirhan       | G 11:0       | M. Selischka      | G 12:2        | Sun Y.           | V 7:10        | —                         | —                         | O. Liwatsch           | G 12:1                | ausgeschieden    | ausgeschieden | Bronze |
| Jacarra Winchester  | Klasse bis 53 kg  | O. Choroschawzewa | G 7:4        | Pang Q.           | V 2:6         | ausgeschieden    | ausgeschieden | L. Herin                  | G 5:0                     | W. Kaladsinskaja      | V 0:4S                | ausgeschieden    | ausgeschieden | 5      |
| Helen Maroulis      | Klasse bis 57 kg  | Rong N.           | G 8:4        | T. Kit            | G 8:0         | R. Kawai         | V 1:2         | —                         | —                         | B. Chongordsul        | G 11:0                | ausgeschieden    | ausgeschieden | Bronze |
| Kayla Miracle       | Klasse bis 62 kg  | Long J.           | V 2:3        | ausgeschieden     | ausgeschieden | ausgeschieden    | ausgeschieden | ausgeschieden             | ausgeschieden             | ausgeschieden         | ausgeschieden         | ausgeschieden    | ausgeschieden | 12     |
| Tamyra Mensah-Stock | Klasse bis 68 kg  | S. Doshō          | G 10:0       | Zhou F.           | G 10:0        | A. Tscherkassowa | G 10:4        | —                         | —                         | —                     | —                     | B. Oborududu     | G 4:1         | Gold   |
| Adeline Gray        | Klasse bis 76 kg  | Z. Sghaier        | G 8S:0       | Y. Adar           | G 6:4         | A. Medet Kyzy    | G 3:2         | —                         | —                         | —                     | —                     | A. Rotter-Focken | V 3:7         | Silber |
| Männer              |                   |                   |              |                   |               |                  |               |                           |                           |                       |                       |                  |               |        |
| Thomas Gilman       | Klasse bis 57 kg  | S. Ugujew         | V 4:5        | ausgeschieden     | ausgeschieden | ausgeschieden    | ausgeschieden | G. Abdullayev             | G 11:1                    | R. Atrinagharchi      | G 9:1                 | ausgeschieden    | ausgeschieden | Bronze |
| Kyle Douglas Dake   | Klasse bis 74 kg  | M. Hosseinkhani   | G 4:0        | M. Kadsimahamedau | V 0:11        | ausgeschieden    | ausgeschieden | G. Garzón                 | G 10:0                    | F. Chamizo            | G 5:0                 | ausgeschieden    | ausgeschieden | Bronze |
| David Taylor        | Klasse bis 86 kg  | A. Schabanau      | G 11:0       | M. Amine          | G 12:2        | D. Punia         | G 10:0        | —                         | —                         | —                     | —                     | H. Yazdani       | G 4:3         | Gold   |
| Kyle Snyder         | Klasse bis 97 kg  | J. Steen          | G 12:2       | A. Conyedo        | G 6:0         | S. Karadeniz     | G 5:0         | —                         | —                         | —                     | —                     | A. Sadulajew     | V 3:6         | Silber |
| Gable Steveson      | Klasse bis 125 kg | A. Lasarew        | G 10:0       | T. Akgül          | G 8:0         | M. Lchagwagerel  | G 5:0         | —                         | —                         | —                     | —                     | G. Petriaschwili | G 10:8        | Gold   |

#### Griechisch-römischer Stil
Legende: G = Gewonnen, V = Verloren, S = Schultersieg
| Athleten         | Wettbewerb       | Achtelfinale | Achtelfinale | Viertelfinale | Viertelfinale | Halbfinale    | Halbfinale    | Hoffnungsrunde Halbfinale | Hoffnungsrunde Halbfinale | Hoffnungsrunde Finale | Hoffnungsrunde Finale | Finale        | Finale        | Rang |
| Athleten         | Wettbewerb       | Gegner       | Ergebnis     | Gegner        | Ergebnis      | Gegner        | Ergebnis      | Gegner                    | Ergebnis                  | Gegner                | Ergebnis              | Gegner        | Ergebnis      | Rang |
| ---------------- | ---------------- | ------------ | ------------ | ------------- | ------------- | ------------- | ------------- | ------------------------- | ------------------------- | --------------------- | --------------------- | ------------- | ------------- | ---- |
| Männer           |                  |              |              |               |               |               |               |                           |                           |                       |                       |               |               |      |
| Ildar Hafizov    | Klasse bis 60 kg | L. Orta      | V 0:5        | ausgeschieden | ausgeschieden | ausgeschieden | ausgeschieden | S. Jemelin                | V 1:7                     | ausgeschieden         | ausgeschieden         | ausgeschieden | ausgeschieden | 12   |
| Alejandro Sancho | Klasse bis 67 kg | A. Surkow    | V 4:10       | ausgeschieden | ausgeschieden | ausgeschieden | ausgeschieden | ausgeschieden             | ausgeschieden             | ausgeschieden         | ausgeschieden         | ausgeschieden | ausgeschieden | 10   |
| John Stefanowicz | Klasse bis 87 kg | I. Huklek    | V 3:5        | ausgeschieden | ausgeschieden | ausgeschieden | ausgeschieden | ausgeschieden             | ausgeschieden             | ausgeschieden         | ausgeschieden         | ausgeschieden | ausgeschieden | 12   |
| G’Angelo Hancock | Klasse bis 97 kg | M. Kadschaia | G 5:1        | T. Michalik   | V 3:4         | ausgeschieden | ausgeschieden | ausgeschieden             | ausgeschieden             | ausgeschieden         | ausgeschieden         | ausgeschieden | ausgeschieden | 7    |

### Rudern
| Athleten | Wettbewerb                  | Vorlauf     | Vorlauf | Vorlauf       | Hoffnungslauf / Viertelfinale | Hoffnungslauf / Viertelfinale | Hoffnungslauf / Viertelfinale | Halbfinale  | Halbfinale | Halbfinale    | Finale      | Finale | Rang |
| Athleten | Wettbewerb                  | Zeit        | Platz   | Qualifikation | Zeit                          | Platz                         | Qualifikation                 | Zeit        | Platz      | Qualifikation | Zeit        | Platz  | Rang |
| --- | --------------------------- | ----------- | ------- | ------------- | ----------------------------- | ----------------------------- | ----------------------------- | ----------- | ---------- | ------------- | ----------- | ------ | ---- |
| Frauen |                             |             |         |               |                               |                               |                               |             |            |               |             |        |      |
| Kara Kohler | Einer                       | 7:49,71 min | 1       | Viertelfinale | 7:59,39 min                   | 2                             | Halbfinale A/B                | 7:26,10 min | 4          | Finale B      | 7:29,72 min | 3      | 9    |
| Kristina Wagner Genevra Stone | Doppelzweier                | 6:57,83 min | 3       | Halbfinale    | –                             | –                             | –                             | 7:11,14 min | 3          | Finale A      | 6:52,98 min | 5      | 5    |
| Molly Reckford Michelle Sechser | Leichtgewichts-Doppelzweier | 7:05,30 min | 3       | Hoffnungslauf | 7:21,25 min                   | 1                             | Halbfinale                    | 6:41,54 min | 2          | Finale A      | 6:48,54 min | 5      | 5    |
| Meghan O’Leary Ellen Tomek Cicely Madden Alie Rusher                                                                                           | Doppelvierer                | 6:34,36 min | 5       | Hoffnungslauf | 6:50,74 min                   | 6                             | Finale B                      | —           | —          | —             | 6:30,03 min | 4      | 10   |
| Megan Kalmoe Tracy Eisser | Zweier ohne Steuerfrau      | 7:26,95 min | 4       | Hoffnungslauf | 7:29,87 min                   | 2                             | Halbfinale                    | 7:02,52 min | 5          | Finale B      | 7:02,16 min | 4      | 10   |
| Madeleine Wanamaker Claire Collins Kendall Chase Grace Luczak                                                                                  | Vierer ohne Steuerfrau      | 6:43,80 min | 4       | Hoffnungslauf | 6:53,26 min                   | 5                             | Finale B                      | —           | —          | —             | 6:33,65 min | 1      | 7    |
| Jessica Thoennes Charlotte Buck Gia Doonan Brooke Mooney Olivia Coffey Regina Salmons Meghan Musnicki Kristine O’Brien Katelin Guregian (Stf.) | Achter                      | 6:08,69 min | 1       | Finale        | –                             | –                             | –                             | —           | —          | —             | 6:02,78 min | 4      | 4    |
| Männer |                             |             |         |               |                               |                               |                               |             |            |               |             |        |      |
| Andrew Reed Anders Weiss Michael Grady Clark Dean                                                                                              | Vierer ohne Steuermann      | 5:57,27 min | 2       | Finale A      | –                             | –                             | –                             | —           | —          | —             | 5:48,85 min | 5      | 5    |
| Ben Davison Justin Best Alex Miklasevich Austin Hack Alexander Richards Nick Mead Conor Harrity Liam Corrigan Julian Venonsky (Stm.)           | Achter                      | 5:30,57 min | 2       | Hoffnungslauf | 5:23,43 min                   | 3                             | Finale                        | —           | —          | —             | 5:26,75 min | 4      | 4    |

### 7er-Rugby
| Wettbewerb         | Frauen | Männer |
| ------------------ | --- | --- |
| Athleten           | Kayla Canett Lauren Doyle Cheta Emba Abby Gustaitis Nicole Heavirland Alev Kelter Kristi Kirshe Ilona Maher Jordan Matyas Ariana Ramsey Naya Tapper Kristen Thomas | Carlin Isles Brett Thompson Danny Barrett Matai Leuta Joe Schroeder Kevon Williams Folau Niua Maceo Brown Stephen Tomasin Madison Hughes Perry Baker Martin Iosefo Cody Melphy |
| Trainer            | | Mike Friday |
| Gruppenphase       | China (28:14) Japan (17:7) Australien (14:12) | Kenia (19:14) Irland (19:17) Südafrika (12:17) |
| Viertelfinale      | Großbritannien (12:21) | Großbritannien (21:26) |
| Halbfinale         | ausgeschieden | ausgeschieden |
| Finale             | ausgeschieden | ausgeschieden |
| Platzierungsspiele | China (33:14) Australien (7:17) | Kanada (21:14) Südafrika (7:28) |
| Platzierung        | 6 | 6 |

### Schießen
| Athleten                      | Wettbewerb                                     | Qualifikation   | Qualifikation | Finale          | Finale        | Ringe/ Scheiben | Rang   |
| Athleten                      | Wettbewerb                                     | Ringe/ Scheiben | Rang          | Ringe/ Scheiben | Rang          | Ringe/ Scheiben | Rang   |
| ----------------------------- | ---------------------------------------------- | --------------- | ------------- | --------------- | ------------- | --------------- | ------ |
| Frauen                        |                                                |                 |               |                 |               |                 |        |
| Mary Tucker                   | Luftgewehr 10 Meter                            | 631,4           | 3             | 166,0           | 6             | 797,4           | 6      |
| Alison Weisz                  | Luftgewehr 10 Meter                            | 626,9           | 13            | ausgeschieden   | ausgeschieden | 626,9           | 13     |
| Sagen Maddalena               | Kleinkalibergewehr Dreistellungskampf 50 Meter | 1178            | 2             | 427,8           | 5             | 1605,8          | 5      |
| Mary Tucker                   | Kleinkalibergewehr Dreistellungskampf 50 Meter | 1167            | 13            | ausgeschieden   | ausgeschieden | 1167            | 13     |
| Alexis Lagan                  | Luftpistole 10 Meter                           | 560             | 38            | ausgeschieden   | ausgeschieden | 560             | 38     |
| Sandra Uptagrafft             | Luftpistole 10 Meter                           | 557             | 49            | ausgeschieden   | ausgeschieden | 557             | 49     |
| Alexis Lagan                  | Sportpistole 25 Meter                          | 580             | 18            | ausgeschieden   | ausgeschieden | 580             | 18     |
| Sandra Uptagrafft             | Sportpistole 25 Meter                          | 573             | 33            | ausgeschieden   | ausgeschieden | 573             | 33     |
| Amber English                 | Skeet                                          | 121             | 3             | 56              | 1             | 177             | Gold   |
| Austen Smith                  | Skeet                                          | 119             | 10            | ausgeschieden   | ausgeschieden | 119             | 10     |
| Madelynn Bernau               | Trap                                           | 119             | 7             | ausgeschieden   | ausgeschieden | 119             | 7      |
| Kayle Browning                | Trap                                           | 120 (+ 1)       | 6             | 42              | 2             | 162             | Silber |
| Männer                        |                                                |                 |               |                 |               |                 |        |
| Lucas Kozeniesky              | Luftgewehr 10 Meter                            | 631,5           | 2             | 166,0           | 6             | 797,5           | 6      |
| William Shaner                | Luftgewehr 10 Meter                            | 630,8           | 3             | 251,6           | 1             | 882,4           | Gold   |
| Nicklaus Mowrer               | Kleinkalibergewehr Dreistellungskampf 50 Meter | 1162            | 26            | ausgeschieden   | ausgeschieden | 1162            | 26     |
| Patrick Sunderman             | Kleinkalibergewehr Dreistellungskampf 50 Meter | 1172            | 12            | ausgeschieden   | ausgeschieden | 1172            | 12     |
| James Hall                    | Luftpistole 10 Meter                           | 577             | 10            | ausgeschieden   | ausgeschieden | 577             | 10     |
| Nicklaus Mowrer               | Luftpistole 10 Meter                           | 576             | 13            | ausgeschieden   | ausgeschieden | 576             | 13     |
| Jack Leverett III             | Schnellfeuerpistole 25 Meter                   | 552             | 25            | ausgeschieden   | ausgeschieden | 552             | 25     |
| Henry Leverett                | Schnellfeuerpistole 25 Meter                   | 566             | 22            | ausgeschieden   | ausgeschieden | 566             | 22     |
| Vincent Hancock               | Skeet                                          | 122 (+8)        | 4             | 59              | 1             | 181             | Gold   |
| Phillip Jungman               | Skeet                                          | 119             | 24            | ausgeschieden   | ausgeschieden | 119             | 24     |
| Brian Burrows                 | Trap                                           | 121             | 12            | ausgeschieden   | ausgeschieden | 121             | 12     |
| Derrick Mein                  | Trap                                           | 119             | 24            | ausgeschieden   | ausgeschieden | 119             | 24     |
| Mixed                         |                                                |                 |               |                 |               |                 |        |
| Lucas Kozeniesky Mary Tucker  | Luftgewehr 10 Meter                            | 628,0           | 7             | 418,0 13:17     | 2             | 1046            | Silber |
| Will Shaner Alison Weisz      | Luftgewehr 10 Meter                            | 629,7           | 5             | 416,8           | 6             | 1046,5          | 6      |
| James Hall Sandra Uptagrafft  | Luftpistole 10 Meter                           | 573             | 10            | ausgeschieden   | ausgeschieden | 573             | 10     |
| Alexis Lagan Nickolaus Mowrer | Luftpistole 10 Meter                           | 565             | 16            | ausgeschieden   | ausgeschieden | 565             | 16     |
| Kayle Browning Derrick Mein   | Trap                                           | 140             | 13            | ausgeschieden   | ausgeschieden | 140             | 13     |
| Brian Burrows Madelynn Bernau | Trap                                           | 146 (+10)       | 4             | 42 (+3) 42 (+2) | 3             | 230             | Bronze |

### Schwimmen
| Athleten | Wettbewerb          | Vorlauf         | Vorlauf | Halbfinale    | Halbfinale    | Finale         | Finale        | Rang   |
| Athleten | Wettbewerb          | Zeit            | Rang    | Zeit          | Rang          | Zeit           | Rang          | Rang   |
| --- | ------------------- | --------------- | ------- | ------------- | ------------- | -------------- | ------------- | ------ |
| Frauen |                     |                 |         |               |               |                |               |        |
| Simone Manuel                                                                                                 | 50 m Freistil       | 24,65 s         | 11      | 24,63 s       | 11            | ausgeschieden  | ausgeschieden | 11     |
| Abbey Weitzeil                                                                                                | 50 m Freistil       | 24,37 s         | 7       | 24,19 s       | 4             | 24,41 s        | 8             | 8      |
| Erika Brown                                                                                                   | 100 m Freistil      | 53,87 s         | 18      | 53,58 s       | 13            | ausgeschieden  | ausgeschieden | 13     |
| Abbey Weitzeil                                                                                                | 100 m Freistil      | 53,21 s         | 11      | 52,99 s       | 7             | 53,23 s        | 8             | 8      |
| Katie Ledecky                                                                                                 | 200 m Freistil      | 1:55,28 min     | 1       | 1:55,34 min   | 3             | 1:55,21 min    | 5             | 5      |
| Allison Schmitt                                                                                               | 200 m Freistil      | 1:57,10 min     | 12      | 1:56,87 min   | 10            | ausgeschieden  | ausgeschieden | 10     |
| Katie Ledecky                                                                                                 | 400 m Freistil      | 4:00,45 min     | 1       | —             | —             | 3:57,36 min    | 2             | Silber |
| Paige Madden                                                                                                  | 400 m Freistil      | 4:03,98 min     | 7       | —             | —             | 4:06,81 min    | 7             | 7      |
| Katie Grimes                                                                                                  | 800 m Freistil      | 8:17,05 min     | 2       | —             | —             | 8:19,38 min    | 4             | 4      |
| Katie Ledecky                                                                                                 | 800 m Freistil      | 8:15,67 min     | 1       | —             | —             | 8:12,57 min    | 1             | Gold   |
| Katie Ledecky                                                                                                 | 1500 m Freistil     | 15:35,35 min OR | 1       | —             | —             | 15:37,34 min   | 1             | Gold   |
| Erica Sullivan                                                                                                | 1500 m Freistil     | 15:46,67 min    | 1       | —             | —             | 15:41,41 min   | 2             | Silber |
| Lilly King | 100 m Brust         | 1:05,55 min     | 3       | 1:05,40 min   | 2             | 1:05,54 min    | 3             | Bronze |
| Lydia Jacoby                                                                                                  | 100 m Brust         | 1:05,52 min     | 2       | 1:05,72 min   | 3             | 1:04,95 min    | 1             | Gold   |
| Lilly King | 200 m Brust         | 2:22,10 min     | 2       | 2:22,27 min   | 5             | 2:19,92 min    | 2             | Silber |
| Annie Lazor                                                                                                   | 200 m Brust         | 2:22,76 min     | 5       | 2:21,94 min   | 3             | 2:20,84 min    | 3             | Bronze |
| Regan Smith                                                                                                   | 100 m Rücken        | 57,96 s         | 2       | 57,86 s OR    | 1             | 58,05 s        | 3             | Bronze |
| Rhyan White                                                                                                   | 100 m Rücken        | 59,02 s         | 6       | 58,46 s       | 4             | 58,43 s        | 4             | 4      |
| Phoebe Bacon                                                                                                  | 200 m Rücken        | 2:08,30 min     | 4       | 2:07,10 min   | 2             | 2:07,70 min    | 5             | 5      |
| Rhyan White                                                                                                   | 200 m Rücken        | 2:08,23 min     | 2       | 2:07,28 min   | 3             | 2:06,53 min    | 4             | 4      |
| Claire Curzan                                                                                                 | 100 m Schmetterling | 57,49 s         | 10      | 57,42 s       | 10            | ausgeschieden  | ausgeschieden | 10     |
| Torri Huske                                                                                                   | 100 m Schmetterling | 56,29 s         | 4       | 56,51 s       | 5             | 55,73 s        | 4             | 4      |
| Hali Flickinger                                                                                               | 200 m Schmetterling | 2:08,31 min     | 2       | 2:06,23 min   | 2             | 2:05,65 min    | 3             | Bronze |
| Regan Smith                                                                                                   | 200 m Schmetterling | 2:08,46 min     | 4       | 2:06,64 min   | 4             | 2:05,30 min    | 2             | Silber |
| Kate Douglass                                                                                                 | 200 m Lagen         | 2:09,16 min     | 1       | 2:09,21 min   | 1             | 2:09,04 min    | 3             | Bronze |
| Alexandra Walsh                                                                                               | 200 m Lagen         | 2:09,94 min     | 3       | 2:09,57 min   | 3             | 2:08,65 min    | 2             | Silber |
| Hali Flickinger                                                                                               | 400 m Lagen         | 4:35,98 min     | 5       | —             | —             | 2:09,04 min    | 3             | Bronze |
| Emma Weyant                                                                                                   | 400 m Lagen         | 4:33,55 min     | 1       | —             | —             | 4:32,76 min    | 2             | Silber |
| Erika Brown Catie DeLoof Natalie Hinds Allison Schmitt Olivia Smoliga Abbey Weitzeil Simone Manuel            | 4 × 100 m Freistil  | 3:34,80 min     | 5       | —             | —             | 3:32,81 min    | 3             | Bronze |
| Allison Schmitt Paige Madden Katie McLaughlin Katie Ledecky Bella Sims Brooke Forde                           | 4 × 200 m Freistil  | 7:47,57 min     | 2       | —             | —             | 7:40,73 min AM | 2             | Silber |
| Regan Smith Lydia Jacoby Torri Huske Abbey Weitzeil Rhyan White Lilly King Claire Curzan Erika Brown          | 4 × 100 m Lagen     | 3:55,18 min     | 2       | —             | —             | 3:51,73 min    | 2             | Silber |
| Haley Anderson                                                                                                | 10 km Freiwasser    | —               | —       | —             | —             | 1:59:36,9 h    | 6             | 6      |
| Ashley Twichell                                                                                               | 10 km Freiwasser    | —               | —       | —             | —             | 1:59:37,9 h    | 7             | 7      |
| Männer |                     |                 |         |               |               |                |               |        |
| Michael Andrew                                                                                                | 50 m Freistil       | 21,89 s         | 11      | 21,67 s       | 5             | 21,60 s        | 4             | 4      |
| Caeleb Dressel                                                                                                | 50 m Freistil       | 21,32 s         | 1       | 21,42 s       | 1             | 21,07 s        | 1             | Gold   |
| Zach Apple | 100 m Freistil      | 48,16 s         | 11      | 48,04 s       | 11            | ausgeschieden  | ausgeschieden | 11     |
| Caeleb Dressel                                                                                                | 100 m Freistil      | 47,73 s         | 2       | 47,23 s       | 2             | 47,02 s        | 1             | Gold   |
| Townley Haas                                                                                                  | 200 m Freistil      | 1:45,86 min     | 10      | 1:46,07 min   | 12            | ausgeschieden  | ausgeschieden | 12     |
| Kieran Smith                                                                                                  | 200 m Freistil      | 1:46,20 min     | 13      | 1:45,07 min   | 2             | 1:45,12 min    | 6             | 6      |
| Jake Mitchell                                                                                                 | 400 m Freistil      | 3:45,38 min     | 7       | —             | —             | 3:45,39 min    | 8             | 8      |
| Kieran Smith                                                                                                  | 400 m Freistil      | 3:45,25 min     | 6       | —             | —             | 3:43,94 min    | 3             | Bronze |
| Michael Brinegar                                                                                              | 800 m Freistil      | 7:53,00 min     | 17      | —             | —             | ausgeschieden  | ausgeschieden | 17     |
| Robert Finke                                                                                                  | 800 m Freistil      | 7:42,72 min     | 3       | —             | —             | 7:41,87 min    | 1             | Gold   |
| Michael Brinegar                                                                                              | 1500 m Freistil     | 15:04,67 min    | 17      | —             | —             | ausgeschieden  | ausgeschieden | 17     |
| Robert Finke                                                                                                  | 1500 m Freistil     | 14:47,20 min    | 2       | —             | —             | 14:39,65 min   | 1             | Gold   |
| Hunter Armstrong                                                                                              | 100 m Rücken        | 53,77 s         | 15      | 53,21 s       | 9             | ausgeschieden  | ausgeschieden | 9      |
| Ryan Murphy                                                                                                   | 100 m Rücken        | 53,22 s         | 7       | 52,24 s       | 1             | 52,19 s        | 3             | Bronze |
| Bryce Mefford                                                                                                 | 200 m Rücken        | 1:56,37 min     | 3       | 1:56,37 min   | 6             | 1:55,49 min    | 4             | 4      |
| Ryan Murphy                                                                                                   | 200 m Rücken        | 1:56,92 min     | 7       | 1:55,38 min   | 3             | 1:54,15 min    | 2             | Silber |
| Michael Andrew                                                                                                | 100 m Brust         | 58,62 s         | 3       | 58,99 s       | 5             | 58,84 s        | 4             | 4      |
| Andrew Wilson                                                                                                 | 100 m Brust         | 59,03 s         | 7       | 59,18 s       | 8             | 58,99 s        | 6             | 6      |
| Nic Fink | 200 m Brust         | 2:08,48 min     | 4       | 2:08,00 min   | 4             | 2:07,93 min    | 5             | 5      |
| Andrew Wilson                                                                                                 | 200 m Brust         | 2:09,97 min     | 17      | ausgeschieden | ausgeschieden | ausgeschieden  | ausgeschieden | 17     |
| Caeleb Dressel                                                                                                | 100 m Schmetterling | 50,39 s         | 1       | 49,71 s       | 1             | 49,45 s        | 1             | Gold   |
| Tom Shields                                                                                                   | 100 m Schmetterling | 51,57 s         | 12      | 51,99 s       | 15            | ausgeschieden  | ausgeschieden | 15     |
| Gunnar Bentz                                                                                                  | 200 m Schmetterling | 1:55,46 min     | 11      | 1:55,28 min   | 6             | 1:55,46 min    | 7             | 7      |
| Zach Harting                                                                                                  | 200 m Schmetterling | 1:54,92 min     | 4       | 1:55,35 min   | 9             | ausgeschieden  | ausgeschieden | 9      |
| Michael Andrew                                                                                                | 200 m Lagen         | 1:56,40 min     | 1       | 1:57,08 min   | 4             | 1:57,31 min    | 5             | 5      |
| Chase Kalisz                                                                                                  | 200 m Lagen         | 1:57,38 min     | 4       | 1:58,03 min   | 12            | ausgeschieden  | ausgeschieden | 12     |
| Chase Kalisz                                                                                                  | 400 m Lagen         | 4:09,65 min     | 3       | —             | —             | 4:09,42 min    | 1             | Gold   |
| Jay Litherland                                                                                                | 400 m Lagen         | 4:09,91 min     | 5       | —             | —             | 4:10,28 min    | 2             | Silber |
| Zach Apple Bowe Becker Brooks Curry Caeleb Dressel Blake Pieroni                                              | 4 × 100 m Freistil  | 3:11,33 min     | 2       | —             | —             | 3:08,97 min    | 1             | Gold   |
| Zach Apple Patrick Callan Townley Haas Drew Kibler Andrew Seliskar Kieran Smith                               | 4 × 200 m Freistil  | 7:05,62 min     | 5       | —             | —             | 7:02,43 min    | 4             | 4      |
| Michael Andrew Zach Apple Hunter Armstrong Caeleb Dressel Ryan Murphy Blake Pieroni Tom Shields Andrew Wilson | 4 × 100 m Lagen     | 3:32,29 min     | 7       | —             | —             | 3:26,78 min    | 1             | Gold   |
| Jordan Wilimovsky                                                                                             | 10 km Freiwasser    | —               | —       | —             | —             | 1:51:40,2 h    | 10            | 10     |
| Mixed |                     |                 |         |               |               |                |               |        |
| Caeleb Dressel Torri Huske Lydia Jacoby Ryan Murphy Tom Shields Regan Smith Abbey Weitzeil Andrew Wilson      | 4 × 100 m Lagen     | 3:41,02 min     | 2       | —             | —             | 3:40,58 min    | 5             | 5      |

### Segeln
| Athleten                         | Wettbewerb      | Qualifikation | Qualifikation | Medal Race    | Medal Race    | Punkte | Rang |
| Athleten                         | Wettbewerb      | Punkte        | Rang          | Punkte        | Rang          | Punkte | Rang |
| -------------------------------- | --------------- | ------------- | ------------- | ------------- | ------------- | ------ | ---- |
| Frauen                           |                 |               |               |               |               |        |      |
| Farrah Hall                      | Windsurfen RS:X | 163           | 15            | ausgeschieden | ausgeschieden | 163    | 15   |
| Paige Railey                     | Laser Radial    | 288           | 37            | ausgeschieden | ausgeschieden | 288    | 37   |
| Nikole Barnes Lara Dallman-Weiss | 470er           | 98            | 12            | ausgeschieden | ausgeschieden | 98     | 12   |
| Stephanie Roble Margaret Shea    | 49erFX          | 101           | 11            | ausgeschieden | ausgeschieden | 101    | 11   |
| Männer                           |                 |               |               |               |               |        |      |
| Pedro Pascual                    | Windsurfen RS:X | 98            | 9             | 12            | 6             | 110    | 9    |
| Charlie Buckingham               | Laser           | 107           | 13            | ausgeschieden | ausgeschieden | 107    | 13   |
| Luke Muller                      | Finn Dinghy     | 92            | 13            | ausgeschieden | ausgeschieden | 92     | 13   |
| Stuart McNay David Hughes        | 470er           | 78            | 10            | 8             | 4             | 86     | 9    |
| Mixed                            |                 |               |               |               |               |        |      |
| Anna Weis Riley Gibbs            | Nacra 17        | 93            | 9             | 6             | 3             | 99     | 9    |

### Skateboard
| Athleten         | Wettbewerb | Qualifikation | Qualifikation | Finale        | Finale        | Rang   |
| Athleten         | Wettbewerb | Punkte        | Rang          | Punkte        | Rang          | Rang   |
| ---------------- | ---------- | ------------- | ------------- | ------------- | ------------- | ------ |
| Frauen           |            |               |               |               |               |        |
| Bryce Wettstein  | Park       | 44,50         | 5             | 44,50         | 6             | 6      |
| Dora Varella     | Park       | 35,22         | 11            | ausgeschieden | ausgeschieden | 11     |
| Isadora Pacheco  | Park       | 34,06         | 12            | ausgeschieden | ausgeschieden | 12     |
| Alexis Sablone   | Street     | 11,77         | 8             | 13,57         | 4             | 4      |
| Mariah Duran     | Street     | 7,95          | 13            | ausgeschieden | ausgeschieden | 13     |
| Alana Smith      | Street     | 1,25          | 20            | ausgeschieden | ausgeschieden | 20     |
| Männer           |            |               |               |               |               |        |
| Cory Juneau      | Park       | 73,00         | 8             | 84,13         | 3             | Bronze |
| Zion Wright      | Park       | 67,21         | 11            | ausgeschieden | ausgeschieden | 11     |
| Heimana Reynolds | Park       | 63,09         | 13            | ausgeschieden | ausgeschieden | 13     |
| Jagger Eaton     | Street     | 35,07         | 2             | 35,35         | 3             | Bronze |
| Nyjah Huston     | Street     | 34,87         | 3             | 26,10         | 7             | 7      |
| Jake Ilardi      | Street     | 29,03         | 11            | ausgeschieden | ausgeschieden | 11     |

### Softball
| Wettbewerb   | Frauen |
| ------------ | --- |
| Athletinnen  | Monica Abbott Valerie Arioto Ally Carda Amanda Chidester Ali Aguilar Rachel Garcia Dejah Mulipola Haylie McCleney Michelle Moultrie Aubree Munro Bubba Nickles Cat Osterman Janie Reed Delaney Spaulding Kelsey Stewart |
| Trainer      | Tairia Flowers |
| Gruppenphase | Italien (2:0) Kanada (1:0) Mexiko (2:0) Australien (2:1 n. V.) Japan (2:1) |
| Finale       | Japan (0:2) |
| Platzierung  | Silber |

### Sportklettern
| Athleten          | Wettbewerb             | Qualifikation | Qualifikation | Qualifikation | Qualifikation | Qualifikation | Finale        | Finale        | Finale        | Finale        | Finale        | Rang   |
| Athleten          | Wettbewerb             | Speed         | Bouldern      | Schwierigkeit | Punkte        | Rang          | Speed         | Bouldern      | Schwierigkeit | Punkte        | Rang          | Rang   |
| ----------------- | ---------------------- | ------------- | ------------- | ------------- | ------------- | ------------- | ------------- | ------------- | ------------- | ------------- | ------------- | ------ |
| Frauen            |                        |               |               |               |               |               |               |               |               |               |               |        |
| Brooke Raboutou   | Olympische Kombination | 12            | 2             | 8             | 192           | 5             | 7             | 2             | 6             | 84            | 5             | 5      |
| Kyra Condie       | Olympische Kombination | 7             | 11            | 11            | 847           | 11            | ausgeschieden | ausgeschieden | ausgeschieden | ausgeschieden | ausgeschieden | 11     |
| Männer            |                        |               |               |               |               |               |               |               |               |               |               |        |
| Nathaniel Coleman | Olympische Kombination | 10            | 11            | 5             | 550           | 8.            | 6             | 1             | 5             | 30            | 2             | Silber |
| Colin Duffy       | Olympische Kombination | 6             | 5             | 2             | 60            | 3             | 5             | 4             | 3             | 60            | 7             | 7      |

### Surfen
| Athleten           | Wettbewerb | 1. Runde | 1. Runde | 2. Runde | 2. Runde | 3. Runde       | 3. Runde    | Viertelfinale | Viertelfinale | Halbfinale    | Halbfinale    | Finale / Platz 3 | Finale / Platz 3 | Rang |
| Athleten           | Wettbewerb | Punkte   | Rang     | Punkte   | Rang     | Gegner         | Ergebnis    | Gegner        | Ergebnis      | Gegner        | Ergebnis      | Gegner           | Ergebnis         | Rang |
| ------------------ | ---------- | -------- | -------- | -------- | -------- | -------------- | ----------- | ------------- | ------------- | ------------- | ------------- | ---------------- | ---------------- | ---- |
| Frauen             |            |          |          |          |          |                |             |               |               |               |               |                  |                  |      |
| Carissa Moore      | Shortboard | 11,74    | 1        | Freilos  | Freilos  | S. Mulánovich  | 10,34:9,90  | S. Lima       | 14,26:8,30    | A. Tsuzuki    | 8,33:7,43     | B. Buitendag     | 14,93:8,46       | Gold |
| Caroline Marks     | Shortboard | 13,40    | 1        | Freilos  | Freilos  | M. Maeda       | 15,33:7,74  | B. Hennessy   | 12,50:6,83    | B. Buitendag  | 3,67;11,00    | A. Tsuzuki       | 4,26:6,80        | 4    |
| Männer             |            |          |          |          |          |                |             |               |               |               |               |                  |                  |      |
| Kolohe Andino      | Shortboard | 10,27    | 2        | Freilos  | Freilos  | J. J. Florence | 14,83:11,60 | K. Igarashi   | 16,76:17,00   | ausgeschieden | ausgeschieden | ausgeschieden    | ausgeschieden    | 5    |
| John John Florence | Shortboard | 8,37     | 3        | 12,77    | 1        | K. Andino      | 11,60:14,83 | ausgeschieden | ausgeschieden | ausgeschieden | ausgeschieden | ausgeschieden    | ausgeschieden    | 9    |

### Synchronschwimmen
| Athletinnen                   | Wettbewerb | Qualifikation     | Qualifikation     | Qualifikation  | Qualifikation  | Qualifikation | Qualifikation | Finale         | Finale         | Finale           | Finale           |
| Athletinnen                   | Wettbewerb | Technische Kür TK | Technische Kür TK | Freie Kür FK-Q | Freie Kür FK-Q | Gesamt        | Gesamt        | Freie Kür FK-F | Freie Kür FK-F | Gesamt TK + FK-F | Gesamt TK + FK-F |
| Athletinnen                   | Wettbewerb | Punkte            | Rang              | Punkte         | Rang           | Punkte        | Rang          | Punkte         | Rang           | Punkte           | Rang             |
| ----------------------------- | ---------- | ----------------- | ----------------- | -------------- | -------------- | ------------- | ------------- | -------------- | -------------- | ---------------- | ---------------- |
| Frauen                        |            |                   |                   |                |                |               |               |                |                |                  |                  |
| Anita Alvarez Lindi Schroeder | Duett      | 86,5333           | 14                | 86,1960        | 13             | 172,7293      | 13            | ausgeschieden  | ausgeschieden  | ausgeschieden    | ausgeschieden    |

### Taekwondo
| Athleten           | Wettbewerb       | Achtelfinale | Achtelfinale | Viertelfinale  | Viertelfinale | Hoffnungsrunde Halbfinale | Hoffnungsrunde Halbfinale | Halbfinale | Halbfinale | Hoffnungsrunde Finale | Hoffnungsrunde Finale | Finale        | Finale        | Rang |
| Athleten           | Wettbewerb       | Gegner       | Ergebnis     | Gegner         | Ergebnis      | Gegner                    | Ergebnis                  | Gegner     | Ergebnis   | Gegner                | Ergebnis              | Gegner        | Ergebnis      | Rang |
| ------------------ | ---------------- | ------------ | ------------ | -------------- | ------------- | ------------------------- | ------------------------- | ---------- | ---------- | --------------------- | --------------------- | ------------- | ------------- | ---- |
| Frauen             |                  |              |              |                |               |                           |                           |            |            |                       |                       |               |               |      |
| Anastasija Zolotic | Klasse bis 57 kg | N. Laaraj    | 11:4         | H. Kübra İlgün | 17:9          | —                         | —                         | C.-l. Lo   | 28:5       | —                     | —                     | T. Minina     | 25:17         | Gold |
| Paige McPherson    | Klasse bis 67 kg | F. Əzizova   | 8:5          | N. Tatar       | 3:1           | —                         | —                         | M. Jelić   | 4:15       | H. Wahba              | 6:17                  | ausgeschieden | ausgeschieden | 5    |

### Tennis
| Athleten                             | Wettbewerb | 1. Runde                    | 1. Runde            | 2. Runde           | 2. Runde       | Achtelfinale          | Achtelfinale      | Viertelfinale            | Viertelfinale    | Halbfinale           | Halbfinale    | Finale / Platz 3      | Finale / Platz 3 |
| Athleten                             | Wettbewerb | Gegner                      | Ergebnis            | Gegner             | Ergebnis       | Gegner                | Ergebnis          | Gegner                   | Ergebnis         | Gegner               | Ergebnis      | Gegner                | Ergebnis         |
| ------------------------------------ | ---------- | --------------------------- | ------------------- | ------------------ | -------------- | --------------------- | ----------------- | ------------------------ | ---------------- | -------------------- | ------------- | --------------------- | ---------------- |
| Frauen                               |            |                             |                     |                    |                |                       |                   |                          |                  |                      |               |                       |                  |
| Jennifer Brady                       | Einzel     | C. Giorgi                   | 3:6, 2:6            | ausgeschieden      | ausgeschieden  | ausgeschieden         | ausgeschieden     | ausgeschieden            | ausgeschieden    | ausgeschieden        | ausgeschieden | ausgeschieden         | ausgeschieden    |
| Jessica Pegula                       | Einzel     | B. Bencic                   | 3:6, 3:6            | ausgeschieden      | ausgeschieden  | ausgeschieden         | ausgeschieden     | ausgeschieden            | ausgeschieden    | ausgeschieden        | ausgeschieden | ausgeschieden         | ausgeschieden    |
| Alison Riske                         | Einzel     | M. Buzărnescu               | 7:60, 5:7, 4:6      | ausgeschieden      | ausgeschieden  | ausgeschieden         | ausgeschieden     | ausgeschieden            | ausgeschieden    | ausgeschieden        | ausgeschieden | ausgeschieden         | ausgeschieden    |
| Nicole Melichar Alison Riske         | Doppel     | S. Errani / J. Paolini      | 3:6, 7:5, [2:10]    | —                  | —              | ausgeschieden         | ausgeschieden     | ausgeschieden            | ausgeschieden    | ausgeschieden        | ausgeschieden | ausgeschieden         | ausgeschieden    |
| Bethanie Mattek-Sands Jessica Pegula | Doppel     | M. Linette / A. Rosolska    | 6:1, 6:3            | —                  | —              | A. Cornet / F. Ferro  | 6:1, 6:4          | L. Pigossi / L. Stefani  | 6:1, 3:6, [6:10] | ausgeschieden        | ausgeschieden | ausgeschieden         | ausgeschieden    |
| Männer                               |            |                             |                     |                    |                |                       |                   |                          |                  |                      |               |                       |                  |
| Tommy Paul                           | Einzel     | A. Karazew                  | 3:6, 2:6            | ausgeschieden      | ausgeschieden  | ausgeschieden         | ausgeschieden     | ausgeschieden            | ausgeschieden    | ausgeschieden        | ausgeschieden | ausgeschieden         | ausgeschieden    |
| Frances Tiafoe                       | Einzel     | S.-w. Kwon                  | 6:3, 6:2            | Stefanos Tsitsipas | 3:6, 4:6       | ausgeschieden         | ausgeschieden     | ausgeschieden            | ausgeschieden    | ausgeschieden        | ausgeschieden | ausgeschieden         | ausgeschieden    |
| Tennys Sandgren                      | Einzel     | P. Carreño Busta            | 5:7, 2:6            | ausgeschieden      | ausgeschieden  | ausgeschieden         | ausgeschieden     | ausgeschieden            | ausgeschieden    | ausgeschieden        | ausgeschieden | ausgeschieden         | ausgeschieden    |
| Marcos Giron                         | Einzel     | N. Gombos                   | 7:64, 3:6, 6:2      | K. Nishikori       | 6:74, 6:3, 1:6 | ausgeschieden         | ausgeschieden     | ausgeschieden            | ausgeschieden    | ausgeschieden        | ausgeschieden | ausgeschieden         | ausgeschieden    |
| Rajeev Ram Frances Tiafoe            | Doppel     | K. Chatschanow / A. Rubljow | 6:73, 7:65, [12:10] | —                  | —              | M. Čilić / I. Dodig   | 3:6, 5:7          | ausgeschieden            | ausgeschieden    | ausgeschieden        | ausgeschieden | ausgeschieden         | ausgeschieden    |
| Austin Krajicek Tennys Sandgren      | Doppel     | J. Peers / M. Purcell       | 3:6, 7:65, [10:5]   | —                  | —              | L. Klein / F. Polášek | 6:72, 6:2, [10:5] | J.-L. Struff / A. Zverev | 6:3, 7:64        | M. Pavić / N. Mektić | 4:6, 4:6      | M. Daniell / M. Venus | 6:73, 2:6        |
| Mixed                                |            |                             |                     |                    |                |                       |                   |                          |                  |                      |               |                       |                  |
| Bethanie Mattek-Sands Rajeev Ram     | Mixed      | L. Siegemund / K. Krawietz  | 4:6, 7:5, [8:10]    | —                  | —              | —                     | —                 | ausgeschieden            | ausgeschieden    | ausgeschieden        | ausgeschieden | ausgeschieden         | ausgeschieden    |

### Tischtennis
| Athleten                         | Wettbewerb | Vorrunde               | Vorrunde | 1. Runde     | 1. Runde | 2. Runde          | 2. Runde | 3. Runde         | 3. Runde      | Achtelfinale      | Achtelfinale  | Viertelfinale | Viertelfinale | Halbfinale    | Halbfinale    | Finale/Platz 3 | Finale/Platz 3 | Rang  |
| Athleten                         | Wettbewerb | Gegner                 | Erg.     | Gegner       | Erg.     | Gegner            | Erg.     | Gegner           | Erg.          | Gegner            | Erg.          | Gegner        | Erg.          | Gegner        | Erg.          | Gegner         | Erg.           | Rang  |
| -------------------------------- | ---------- | ---------------------- | -------- | ------------ | -------- | ----------------- | -------- | ---------------- | ------------- | ----------------- | ------------- | ------------- | ------------- | ------------- | ------------- | -------------- | -------------- | ----- |
| Frauen                           |            |                        |          |              |          |                   |          |                  |               |                   |               |               |               |               |               |                |                |       |
| Lily Zhang                       | Einzel     | —                      | —        | —            | —        | Offiong Edem      | 4:1      | Chen Szu-yu      | 0:4           | ausgeschieden     | ausgeschieden | ausgeschieden | ausgeschieden | ausgeschieden | ausgeschieden | ausgeschieden  | ausgeschieden  | 17–32 |
| Liu Juan                         | Einzel     | Olufunke Oshonaike     | 4:1      | Galia Dvorak | 4:1      | Barbora Balážová  | 4:0      | Bernadette Szőcs | 4:2           | Yu Mengyu         | 2:4           | ausgeschieden | ausgeschieden | ausgeschieden | ausgeschieden | ausgeschieden  | ausgeschieden  | 9–16  |
| Lily Zhang Liu Juan Wang Huijing | Mannschaft | —                      | —        | —            | —        | —                 | —        | —                | —             | Chinesisch Taipeh | 0:3           | ausgeschieden | ausgeschieden | ausgeschieden | ausgeschieden | ausgeschieden  | ausgeschieden  | 9–16  |
| Männer                           |            |                        |          |              |          |                   |          |                  |               |                   |               |               |               |               |               |                |                |       |
| Kanak Jha                        | Einzel     | —                      | —        | —            | —        | Kirill Skatschkow | 2:4      | ausgeschieden    | ausgeschieden | ausgeschieden     | ausgeschieden | ausgeschieden | ausgeschieden | ausgeschieden | ausgeschieden | ausgeschieden  | ausgeschieden  | 33–48 |
| Nikhil Kumar                     | Einzel     | Enkhbatyn Lkhagvasüren | 4:1      | Alberto Miño | 4:2      | Anton Källberg    | 0:4      | ausgeschieden    | ausgeschieden | ausgeschieden     | ausgeschieden | ausgeschieden | ausgeschieden | ausgeschieden | ausgeschieden | ausgeschieden  | ausgeschieden  | 33–48 |
| Kanak Jha Nikhil Kumar Zhou Xin  | Mannschaft | —                      | —        | —            | —        | —                 | —        | —                | —             | Schweden          | 1:3           | ausgeschieden | ausgeschieden | ausgeschieden | ausgeschieden | ausgeschieden  | ausgeschieden  | 9–16  |

### Triathlon
Im August 2019 holte sich Summer Rappaport beim Olympiatestbewerb der ITU in Tokio einen Startplatz für die ebendort stattfindenden Olympischen Sommerspiele 2020.
| Athleten                                                 | Wettbewerb | Zeit      | Rang   |
| -------------------------------------------------------- | ---------- | --------- | ------ |
| Frauen                                                   |            |           |        |
| Taylor Knibb                                             | Einzel     | 2:00:59 h | 16     |
| Summer Rappaport                                         | Einzel     | 2:00:19 h | 14     |
| Katie Zaferes                                            | Einzel     | 1:57:03 h | Bronze |
| Männer                                                   |            |           |        |
| Kevin McDowell                                           | Einzel     | 1:45:54 h | 6      |
| Morgan Pearson                                           | Einzel     | 1:52:05 h | 42     |
| Mixed                                                    |            |           |        |
| Taylor Knibb Katie Zaferes Kevin McDowell Morgan Pearson | Staffel    | 1:23:55 h | Silber |

### Turnen

#### Gerätturnen
| Athleten                                              | Wettbewerb           | Qualifikation | Qualifikation | Finale        | Finale        | Rang   |
| Athleten                                              | Wettbewerb           | Punkte        | Rang          | Punkte        | Rang          | Rang   |
| ----------------------------------------------------- | -------------------- | ------------- | ------------- | ------------- | ------------- | ------ |
| Frauen                                                |                      |               |               |               |               |        |
| Simone Biles                                          | Boden                | 14,133        | 2             | DNS           | DNS           | DNS    |
| Jade Carey                                            | Boden                | 14,100        | 3             | 14,366        | 1             | Gold   |
| Jordan Chiles                                         | Boden                | 13,566        | 13            | ausgeschieden | ausgeschieden | 13     |
| Sunisa Lee                                            | Boden                | 13,433        | 18            | ausgeschieden | ausgeschieden | 18     |
| Grace McCallum                                        | Boden                | 13,466        | 16            | ausgeschieden | ausgeschieden | 16     |
| Mykayla Skinner                                       | Boden                | 13,566        | 14            | ausgeschieden | ausgeschieden | 14     |
| Simone Biles                                          | Schwebebalken        | 14,066        | 7             | 14,000        | 3             | Bronze |
| Jade Carey                                            | Schwebebalken        | 12,866        | 41            | ausgeschieden | ausgeschieden | 41     |
| Jordan Chiles                                         | Schwebebalken        | 11,566        | 78            | ausgeschieden | ausgeschieden | 78     |
| Sunisa Lee                                            | Schwebebalken        | 14,200        | 3             | 13,866        | 5             | 5      |
| Grace McCallum                                        | Schwebebalken        | 13,066        | 32            | ausgeschieden | ausgeschieden | 32     |
| Mykayla Skinner                                       | Schwebebalken        | 13,233        | 27            | ausgeschieden | ausgeschieden | 27     |
| Simone Biles                                          | Sprung               | 15,183        | 1             | DNS           | DNS           | —      |
| Jade Carey                                            | Sprung               | 15,166        | 2             | 12,416        | 8             | 8      |
| Mykayla Skinner                                       | Sprung               | 14,866        | 4             | 14,916        | 2             | Silber |
| Simone Biles                                          | Stufenbarren         | 14,566        | 10            | DNS           | DNS           | 10     |
| Jade Carey                                            | Stufenbarren         | 14,133        | 20            | ausgeschieden | ausgeschieden | 20     |
| Jordan Chiles                                         | Stufenbarren         | 12,866        | 52            | ausgeschieden | ausgeschieden | 52     |
| Sunisa Lee                                            | Stufenbarren         | 15,200        | 2             | 14,500        | 3             | Bronze |
| Grace McCallum                                        | Stufenbarren         | 14,100        | 22            | ausgeschieden | ausgeschieden | 22     |
| Mykayla Skinner                                       | Stufenbarren         | 13,666        | 31            | ausgeschieden | ausgeschieden | 31     |
| Simone Biles                                          | Mehrkampf Einzel     | 57,731        | 1             | DNS           | DNS           | DNS    |
| Jade Carey                                            | Mehrkampf Einzel     | 56,265        | 9             | 54,199        | 8             | 8      |
| Jordan Chiles                                         | Mehrkampf Einzel     | 52,698        | 40            | ausgeschieden | ausgeschieden | 40     |
| Sunisa Lee                                            | Mehrkampf Einzel     | 57,166        | 3             | 57,433        | 1             | Gold   |
| Grace McCallum                                        | Mehrkampf Einzel     | 55,165        | 13            | ausgeschieden | ausgeschieden | 13     |
| Mykayla Skinner                                       | Mehrkampf Einzel     | 55,398        | 11            | ausgeschieden | ausgeschieden | 11     |
| Simone Biles Jordan Chiles Sunisa Lee Grace McCallum  | Mehrkampf Mannschaft | 170,562       | 2             | 166,096       | 2             | Silber |
| Männer                                                |                      |               |               |               |               |        |
| Brody Malone                                          | Boden                | 13,666        | 39            | ausgeschieden | ausgeschieden | 39     |
| Sam Mikulak                                           | Boden                | 14,466        | 15            | ausgeschieden | ausgeschieden | 15     |
| Yul Moldauer                                          | Boden                | 14,866        | 6             | 13,533        | 6             | 6      |
| Shane Wiskus                                          | Boden                | 14,733        | 9             | ausgeschieden | ausgeschieden | 9      |
| Brody Malone                                          | Pauschenpferd        | 13,733        | 28            | ausgeschieden | ausgeschieden | 28     |
| Sam Mikulak                                           | Pauschenpferd        | 13,900        | 23            | ausgeschieden | ausgeschieden | 23     |
| Yul Moldauer                                          | Pauschenpferd        | 14,233        | 17            | ausgeschieden | ausgeschieden | 17     |
| Shane Wiskus                                          | Pauschenpferd        | 13,366        | 37            | ausgeschieden | ausgeschieden | 37     |
| Alec Yoder                                            | Pauschenpferd        | 15,200        | 4             | 14,566        | 6             | 6      |
| Brody Malone                                          | Ringe                | 14,200        | 19            | ausgeschieden | ausgeschieden | 19     |
| Sam Mikulak                                           | Ringe                | 13,866        | 25            | ausgeschieden | ausgeschieden | 25     |
| Yul Moldauer                                          | Ringe                | 14,033        | 22            | ausgeschieden | ausgeschieden | 22     |
| Shane Wiskus                                          | Ringe                | 13,866        | 26            | ausgeschieden | ausgeschieden | 26     |
| Brody Malone                                          | Barren               | 14,633        | 29            | ausgeschieden | ausgeschieden | 29     |
| Sam Mikulak                                           | Barren               | 15,433        | 5             | 15,000        | 6             | 6      |
| Yul Moldauer                                          | Barren               | 13,900        | 49            | ausgeschieden | ausgeschieden | 49     |
| Shane Wiskus                                          | Barren               | 14,700        | 27            | ausgeschieden | ausgeschieden | 27     |
| Brody Malone                                          | Reck                 | 14,533        | 4             | 14,200        | 4             | 4      |
| Sam Mikulak                                           | Reck                 | 12,866        | 54            | ausgeschieden | ausgeschieden | 54     |
| Yul Moldauer                                          | Reck                 | 12,933        | 53            | ausgeschieden | ausgeschieden | 53     |
| Shane Wiskus                                          | Reck                 | 13,700        | 26            | ausgeschieden | ausgeschieden | 26     |
| Brody Malone                                          | Mehrkampf Einzel     | 85,298        | 11            | 84,465        | 10            | 10     |
| Sam Mikulak                                           | Mehrkampf Einzel     | 84,664        | 14            | 83,164        | 12            | 12     |
| Yul Moldauer                                          | Mehrkampf Einzel     | 84,098        | 19            | ausgeschieden | ausgeschieden | 19     |
| Shane Wiskus                                          | Mehrkampf Einzel     | 83,365        | 21            | ausgeschieden | ausgeschieden | 21     |
| Brody Malone Samuel Mikulak Yul Moldauer Shane Wiskus | Mehrkampf Mannschaft | 256,761       | 4             | 254,594       | 5             | 5      |

#### Rhythmische Sportgymnastik
| Athletinnen                                                                  | Wettbewerb       | Qualifikation | Qualifikation | Finale        | Finale        | Rang |
| Athletinnen                                                                  | Wettbewerb       | Punkte        | Rang          | Punkte        | Rang          | Rang |
| ---------------------------------------------------------------------------- | ---------------- | ------------- | ------------- | ------------- | ------------- | ---- |
| Frauen                                                                       |                  |               |               |               |               |      |
| Evita Griskenas                                                              | Mehrkampf Einzel | 91,700        | 12            | ausgeschieden | ausgeschieden | 12   |
| Laura Zeng                                                                   | Mehrkampf Einzel | 91,400        | 13            | ausgeschieden | ausgeschieden | 13   |
| Isabelle Connor Camilla Feeley Lili Mizuno Elizaveta Pletneva Nicole Sladkov | Mehrkampf Gruppe | 73,675        | 11            | ausgeschieden | ausgeschieden | 11   |

#### Trampolinturnen
| Athleten         | Wettbewerb | Qualifikation | Qualifikation | Finale        | Finale        | Rang |
| Athleten         | Wettbewerb | Punkte        | Rang          | Punkte        | Rang          | Rang |
| ---------------- | ---------- | ------------- | ------------- | ------------- | ------------- | ---- |
| Frauen           |            |               |               |               |               |      |
| Nicole Ahsinger  | Einzel     | 102,110       | 7             | 54,350        | 6             | 6    |
| Männer           |            |               |               |               |               |      |
| Aliaksei Shostak | Einzel     | 82,150        | 13            | ausgeschieden | ausgeschieden | 13   |

### Volleyball
| Wettbewerb    | Frauen | Männer |
| ------------- | --- | --- |
| Athleten      | Foluke Akinradewo Michelle Bartsch-Hackley Annie Drews Micha Hancock Kimberly Hill Jordan Larson Chiaka Ogbogu Jordyn Poulter Kelsey Robinson Jordan Thompson Haleigh Washington Justine Wong-Orantes | Matthew Anderson Micah Christenson Torey DeFakco Kyle Ensing Max Holt Thomas Jaeschke Garrett Muagututia Taylor Sander Erik Shoji Kawika Shoji David Smith Mitch Stahl |
| Gruppenphase  | Argentinien (3:0) China (3:0) Türkei (3:2) ROC (0:3) Italien (3:2) | Frankreich (3:0) ROC (1:3) Tunesien (3:1) Brasilien (1:3) Argentinien (0:3)                                                                                            |
| Viertelfinale | Dominikanische Republik (3:0) | ausgeschieden |
| Halbfinale    | Serbien (3:0) | ausgeschieden |
| Finale        | Brasilien (3:0) | ausgeschieden |
| Platzierung   | Gold | 10 |

### Wasserball
Mit dem Gewinn der Panamerikanischen Spiele 2019 in Lima hatte sich die US-amerikanische Wasserballnationalmannschaft der Männer für das olympische Wasserballturnier qualifiziert.
Mit dem Gewinn der FINA World League 2019 in Belgrad hatte sich die US-amerikanische Wasserballnationalmannschaft der Frauen für das olympische Wasserballturnier qualifiziert.
| Wettbewerb         | Frauen | Männer |
| ------------------ | --- | --- |
| Athleten           | Rachel Fattal Aria Fischer Makenzie Fischer Kaleigh Gilchrist Stephania Haralabidis Paige Hauschild Ashleigh Johnson Amanda Longan Maddie Musselman Jamie Neushul Melissa Seidemann Maggie Steffens Alys Williams | Alex Wolf Johnny Hooper Marko Vavic Alex Obert Hannes Daube Luca Cupido Ben Hallock Dylan Woodhead Alex Bowen Ben Stevenson Jesse Smith Max Irving Drew Holland |
| Trainer            | Adam Krikorian | Dejan Udovičić |
| Gruppenphase       | Japan (25:4) China (12:7) Ungarn (9:10) ROC (18:5) | Japan (15:13) Südafrika (20:3) Italien (11:12) Ungarn (8:11) Griechenland (5:14)                                                                                |
| Viertelfinale      | Kanada (16:5) | Spanien (8:12) |
| Platzierungsspiele | — | Italien (7:6) Kroatien (11:14) |
| Halbfinale         | ROC (15:11) | ausgeschieden |
| Finale             | Spanien (14:5) | ausgeschieden |
| Platzierung        | Gold | 6 |

### Wasserspringen
| Athleten                         | Wettbewerb            | Vorkampf | Vorkampf | Halbfinale    | Halbfinale    | Finale        | Finale        | Rang   |
| Athleten                         | Wettbewerb            | Punkte   | Rang     | Punkte        | Rang          | Punkte        | Rang          | Rang   |
| -------------------------------- | --------------------- | -------- | -------- | ------------- | ------------- | ------------- | ------------- | ------ |
| Frauen                           |                       |          |          |               |               |               |               |        |
| Hailey Hernandez                 | Kunstspringen 3 m     | 309,55   | 6        | 291,60        | 10            | 288,45        | 9             | 9      |
| Krysta Palmer                    | Kunstspringen 3 m     | 279,10   | 15       | 316,65        | 5             | 343,75        | 3             | Bronze |
| Delaney Schnell                  | Turmspringen 10 m     | 360,75   | 3        | 342,75        | 3             | 340,40        | 5             | 5      |
| Katrina Young                    | Turmspringen 10 m     | 286,65   | 17       | 263,60        | 17            | ausgeschieden | ausgeschieden | 17     |
| Alison Gibson Krysta Palmer      | Synchronspringen 3 m  | —        | —        | —             | —             | 263,49        | 8             | 8      |
| Jessica Parratto Delaney Schnell | Synchronspringen 10 m | —        | —        | —             | —             | 310,80        | 2             | Silber |
| Männer                           |                       |          |          |               |               |               |               |        |
| Andrew Capobianco                | Kunstspringen 3 m     | 385,50   | 17       | 419,60        | 10            | 401,70        | 10            | 10     |
| Tyler Downs                      | Kunstspringen 3 m     | 348,70   | 23       | ausgeschieden | ausgeschieden | ausgeschieden | ausgeschieden | 23     |
| Brandon Loschiavo                | Turmspringen 10 m     | 403,85   | 11       | 409,75        | 10            | 383,65        | 11            | 11     |
| Jordan Windle                    | Turmspringen 10 m     | 390,05   | 15       | 409,80        | 9             | 407,90        | 9             | 9      |
| Andrew Capobianco Michael Hixon  | Synchronspringen 3 m  | —        | —        | —             | —             | 444,36        | 2             | Silber |